# Nejvýznačnější světoví myslitelé podle časopisů Prospect a Foreign Policy
Světoví myslitelé časopisů Prospect a Foreign Policy, anglicky The world’s top 50 thinkers (název se v průběhu let měnil), je žebříček či výběr, který sestavuje americký časopis Foreign Policy ve spolupráci s britským časopisem Prospect Magazine. Poprvé byl žebříček sestaven v roce 2005, kdy Prospect vyzval Foreign Policy ke spolupráci na žebříčku a spolupráci zopakovali v roce 2008. V letech 2009 až 2017 žebříček sestavoval Foreign Policy a od roku 2019 pokračuje Prospect. V žebříčku mohou být pouze žijící lidé. Z českých osobností v prvním vydání skončil na čtvrtém místě Václav Havel a zařazen byl i ve dvou následujících ročnících. Ze slovenských osobností byl vybrán v prvním ročníku politický analytik Pavol Demeš.

## 2005
Časopis Prospect již v červenci 2004, ve svém 100. čísle, publikoval výběr 100 britských intelektuálů a nechal čtenáře hlasovat o jejich pořadí. O rok později, u příležitosti 10. výročí časopisu v říjnu 2005, rozšířil záběr a ve spolupráci s Foreign Policy sestavil výběr celosvětový. O pořadí hlasovalo zhruba 22 tisíc lidí převážně z USA a Velké Británie. Francouzská tisková agentura reagovala kritickou poznámkou, že ve výběru je zastoupeno málo mladých myslitelů a intelektuálů a také málo Francouzů. Z Čechů a Slováků byli vybráni Václav Havel a Pavol Demeš.

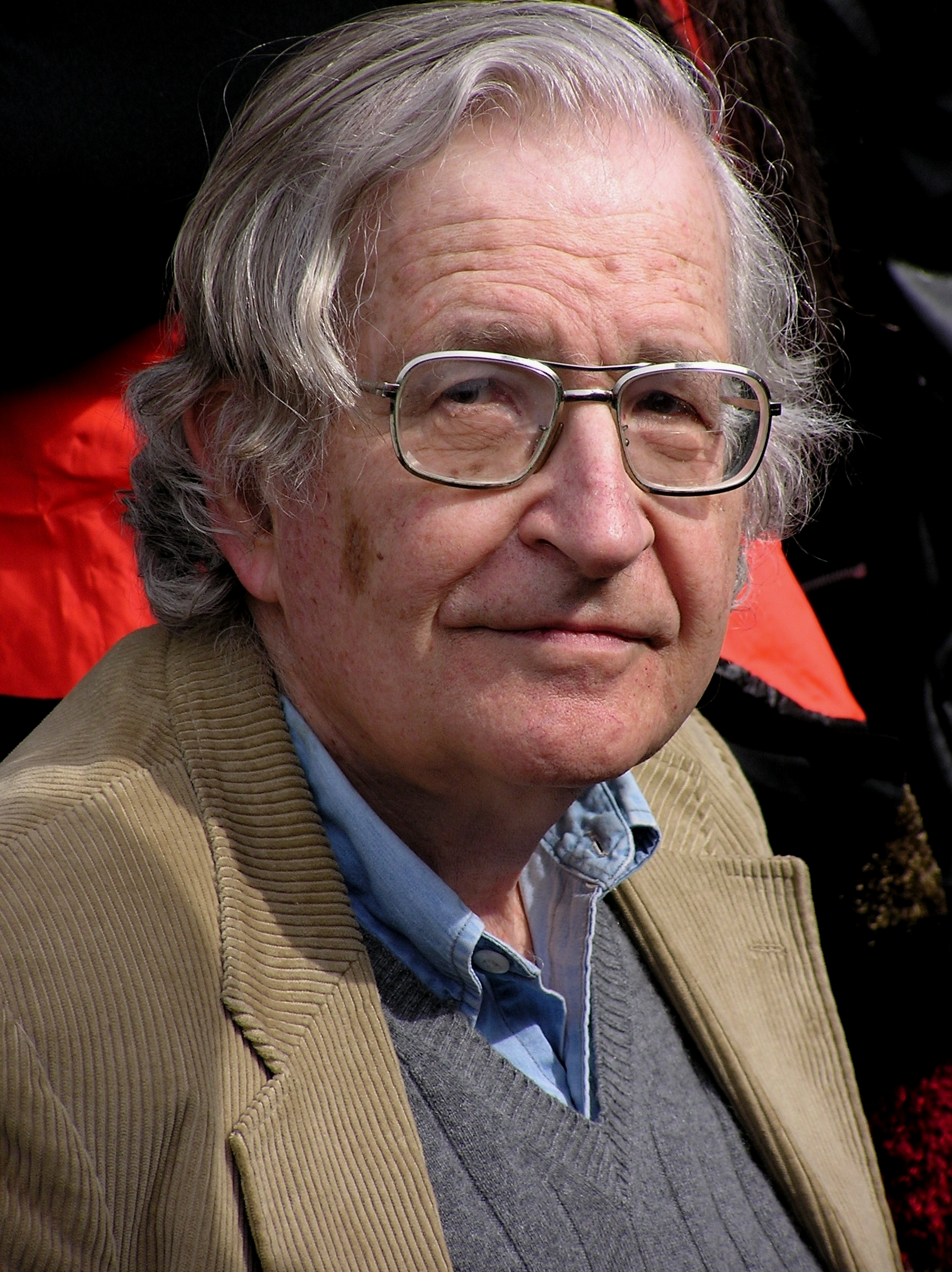
1. Noam Chomsky
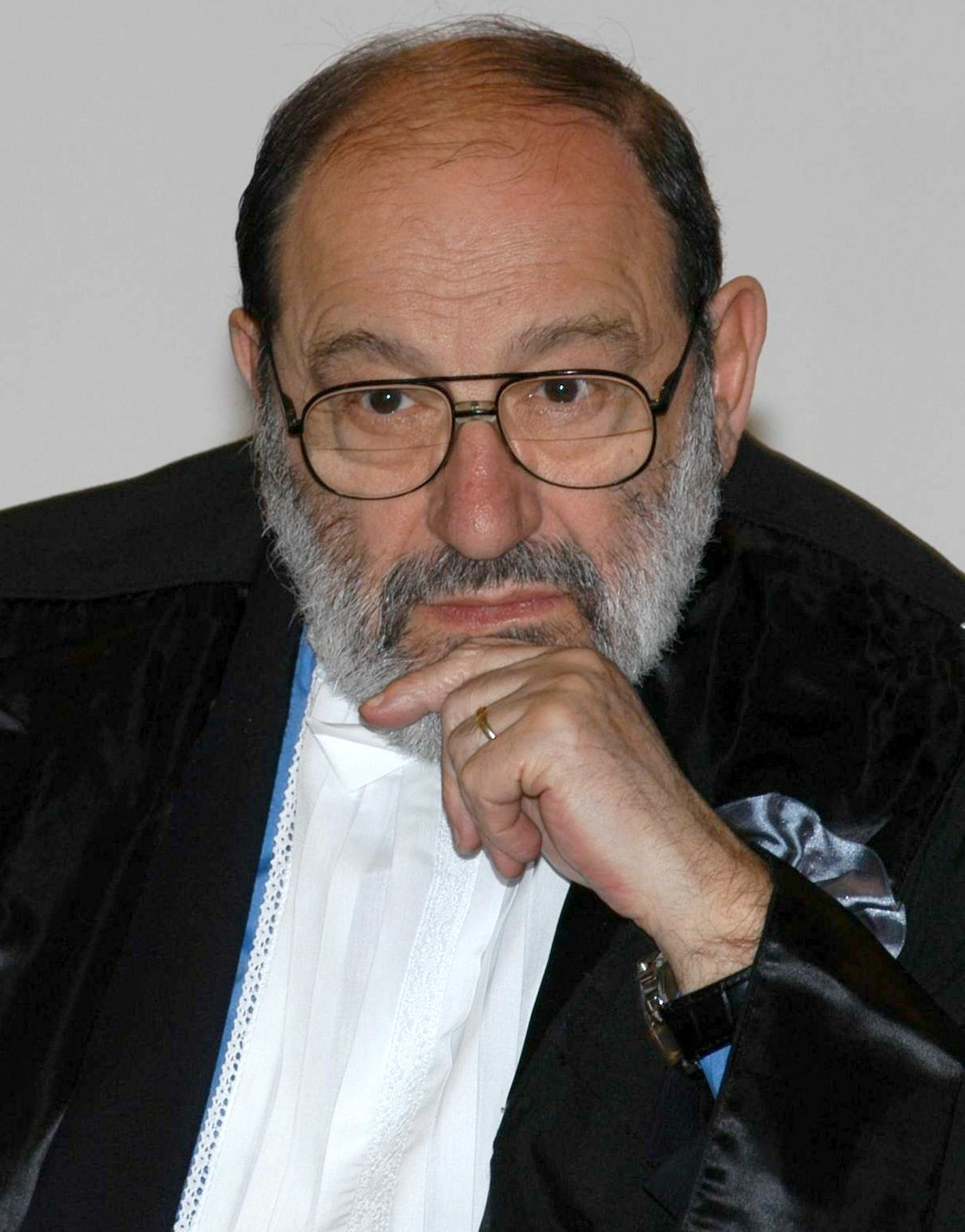
2. Umberto Eco
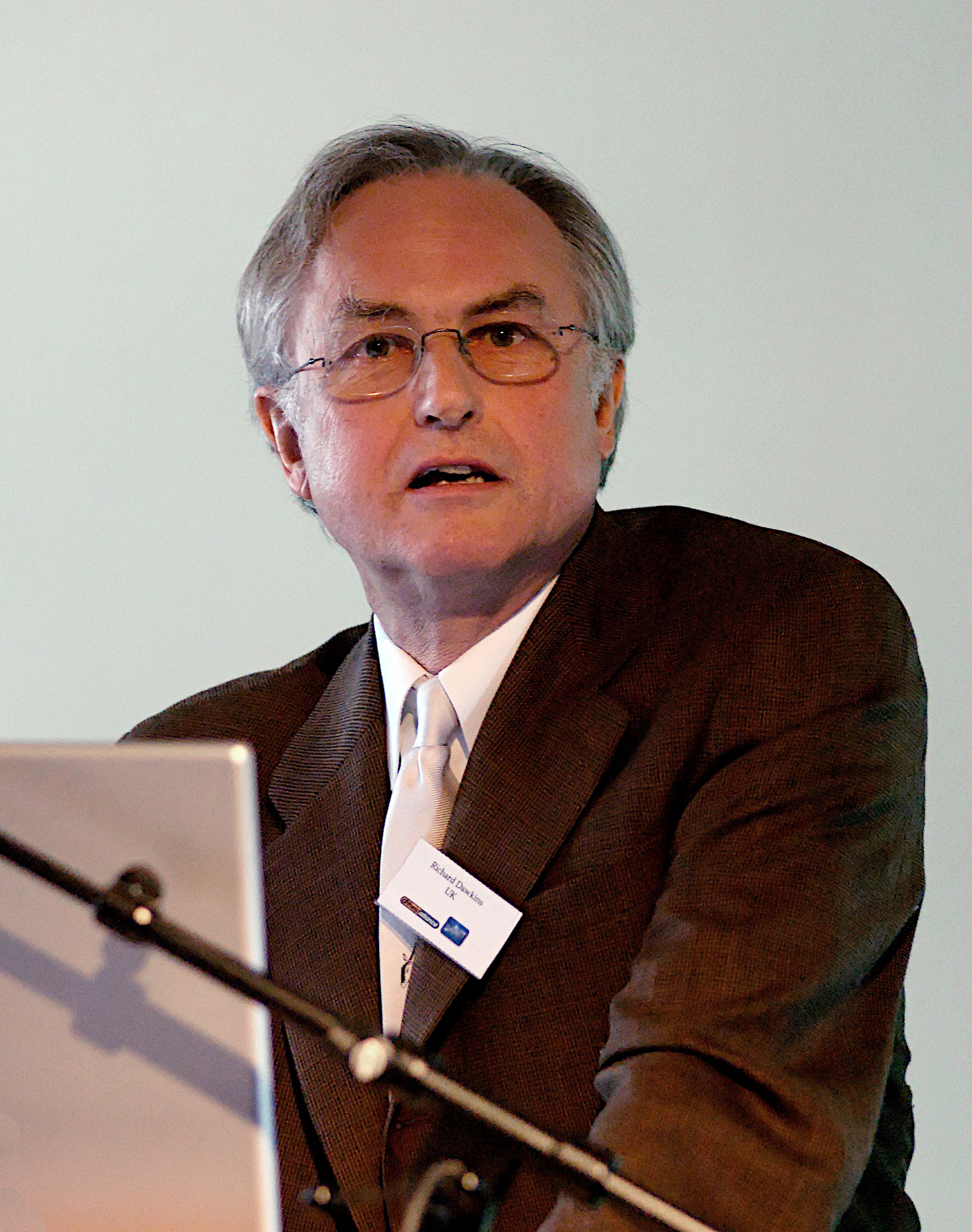
3. Richard Dawkins
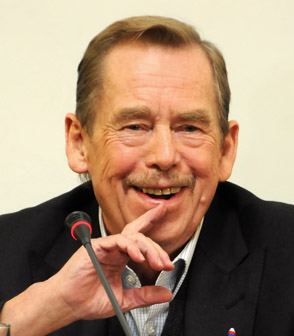
4. Václav Havel
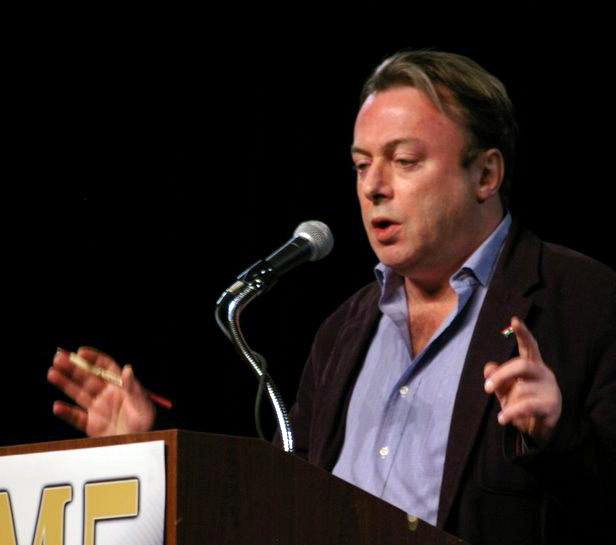
5. Christopher Hitchens

1. Noam Chomsky
2. Umberto Eco
3. Richard Dawkins
4. Václav Havel
5. Christopher Hitchens
6. Paul Krugman
7. Jürgen Habermas
8. Amartya Sen
9. Jared Diamond
10. Salman Rushdie
11. Naomi Kleinová
12. Širín Ebadiová
13. Hernando de Soto
14. Bjørn Lomborg
15. Abdalkarím Sorúš
16. Thomas Friedman
17. Benedikt XVI.
18. Eric Hobsbawm
19. Paul Wolfowitz
20. Camille Pagliaová
21. Francis Fukuyama
22. Jean Baudrillard
23. Slavoj Žižek
24. Daniel Dennett
25. Freeman Dyson
26. Steven Pinker
27. Jeffrey Sachs
28. Samuel Huntington
29. Mario Vargas Llosa
30. Ali al-Sistání
31. Edward O. Wilson
32. Richard Posner
33. Peter Singer
34. Bernard Lewis
35. Fareed Zakaria
36. Gary Becker
37. Michael Ignatieff
38. Chinua Achebe
39. Anthony Giddens
40. Lawrence Lessig
41. Richard Rorty
42. Jagdish Bhagwati
43. Fernando Henrique Cardoso
44. John Maxwell Coetzee
45. Niall Ferguson
46. Ayaan Hirsi Aliová
47. Steven Weinberg
48. Julia Kristeva
49. Germaine Greerová
50. Antonio Negri
51. Rem Koolhaas
52. Timothy Garton Ash
53. Martha Nussbaumová
54. Orhan Pamuk
55. Clifford Geertz
56. Jusúf al-Karadáví
57. Henry Louis Gates Jr.
58. Tariq Ramadan
59. Amos Oz
60. Lawrence Summers
61. Hans Küng
62. Robert Kagan
63. Paul Kennedy
64. Daniel Kahneman
65. Sari Nusseibeh
66. Wole Soyinka
67. Kemal Derviş
68. Michael Walzer
69. Kao Sing-ťien
70. Howard Gardner
71. James Lovelock
72. Robert Hughes
73. Ali Mazrui
74. Craig Venter
75. Martin Rees
76. James Q. Wilson
77. Robert Putnam
78. Peter Sloterdijk
79. Sergej Karaganov
80. Sunita Narainová
81. Alain Finkielkraut
82. Fan Gang
83. Florence Wambugu
84. Gilles Kepel
85. Enrique Krauze
86. Ha Jin
87. Neil Gershenfeld
88. Paul Ekman
89. Jaron Lanier
90. Gordon Conway
91. Pavol Demeš
92. Elaine Scarry
93. Robert Cooper
94. Harold E. Varmus
95. Pramoedya Ananta Toer
96. Zheng Bijian
97. Kenichi Ohmae
98. Wang Jisi
99. Kishore Mahbubani
100. Shintaro Ishihara

## 2008
Oba časopisy spolupráci na seznamu zopakovaly, když v květnu 2008 publikovaly nový výběr 100 osobností. Výsledné pořadí osobností, které se zakládalo na hlasování více než 500 tisíc lidí, bylo uveřejněno v červnu téhož roku. Ve výběru podruhé figuroval také Václav Havel.

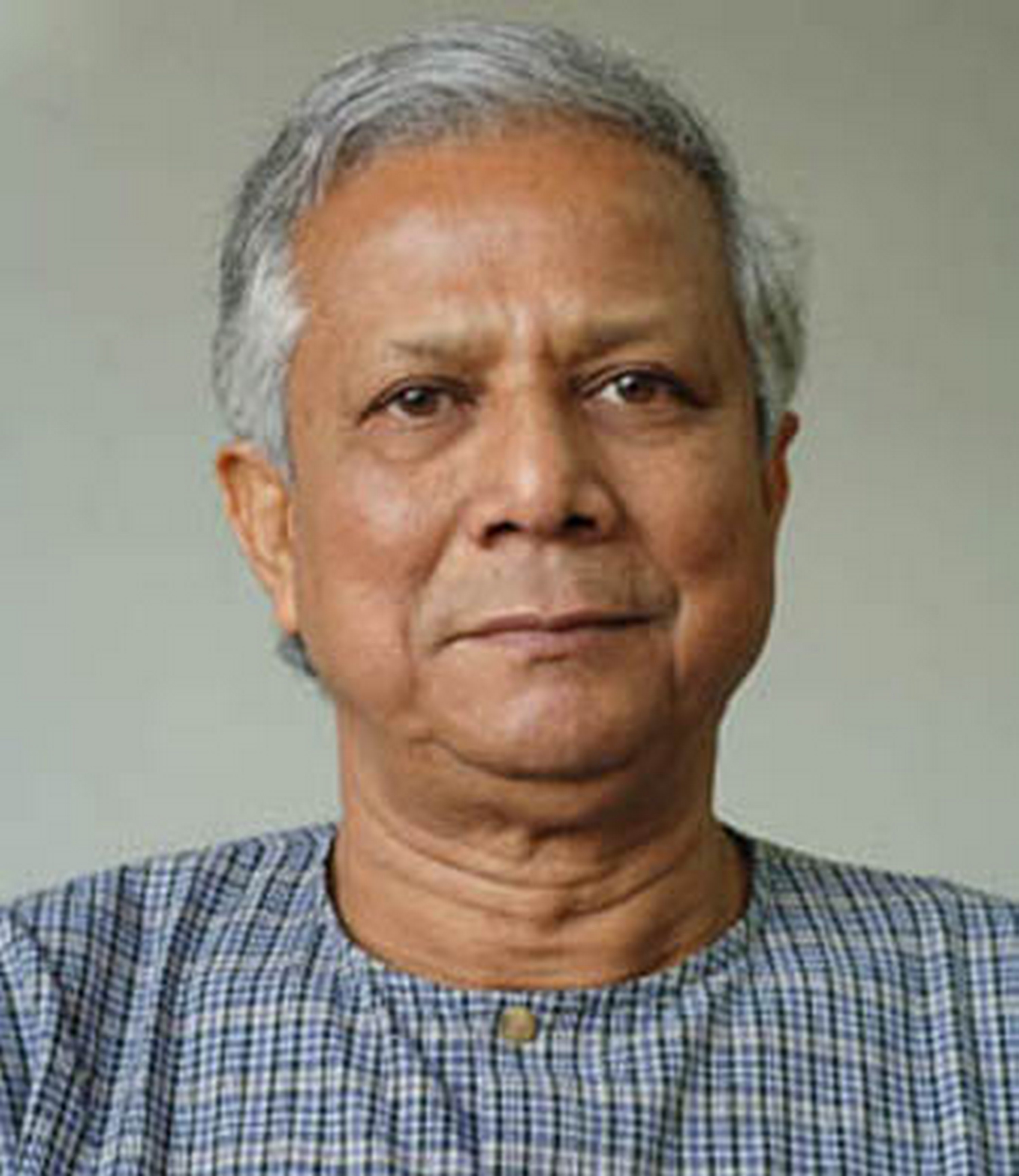
1. Muhammad Yunus
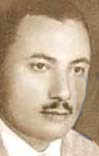
2. Jusúf al-Karadáví
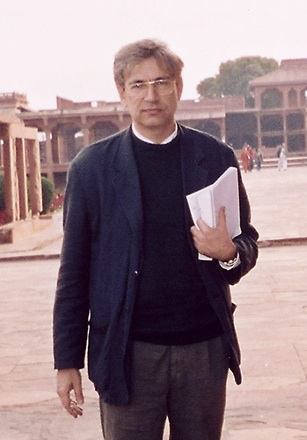
3. Orhan Pamuk
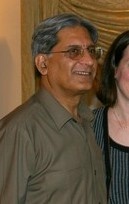
4. Aitzaz Ahsan
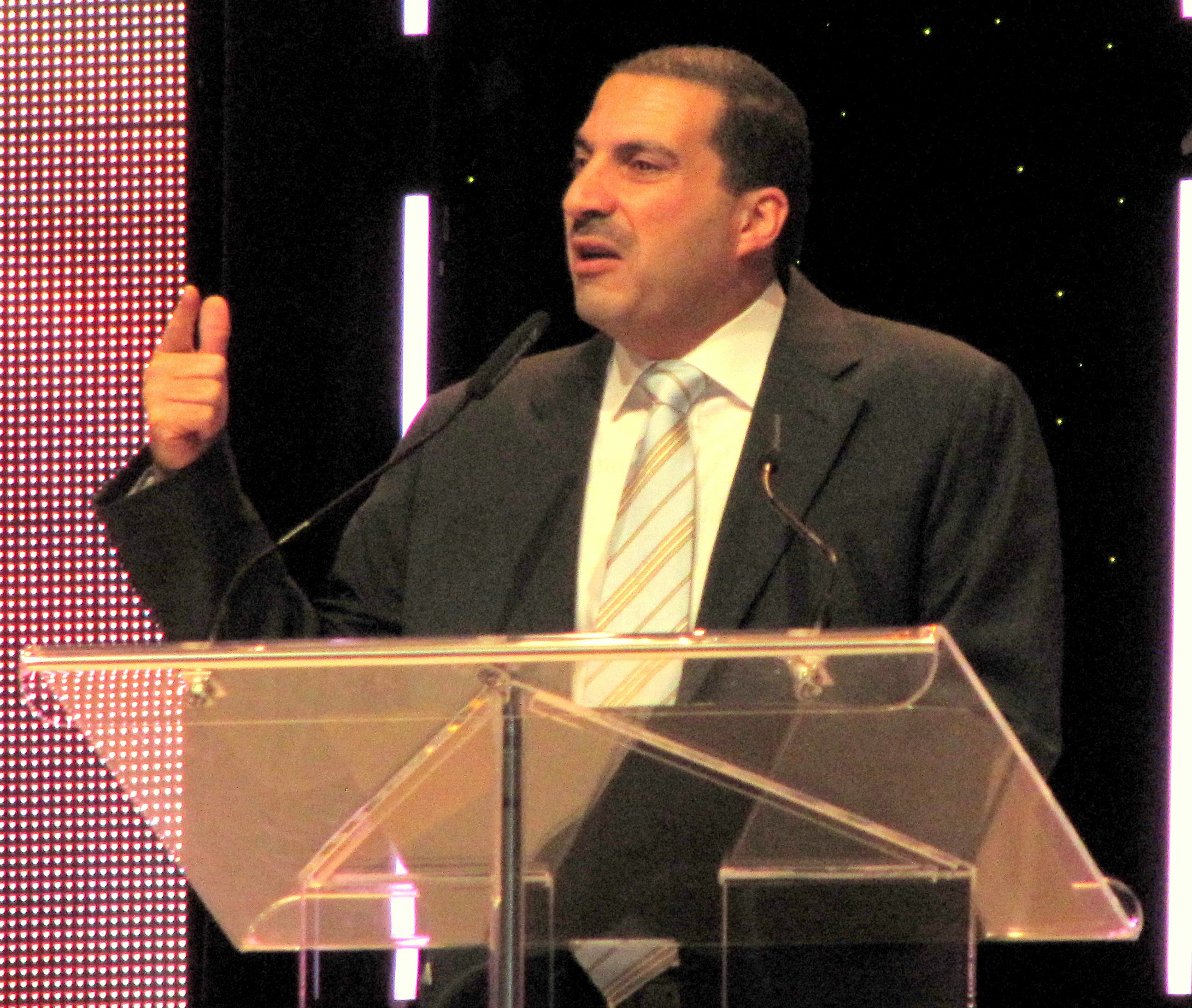
5. Amr Chálid

1. Fethullah Gülen
2. Muhammad Yunus
3. Jusúf al-Karadáví
4. Orhan Pamuk
5. Aitzaz Ahsan
6. Amr Chálid
7. Abdalkarím Sorúš
8. Tariq Ramadan
9. Mahmúd Mamdání
10. Širín Ebadiová
11. Noam Chomsky
12. Al Gore
13. Bernard Lewis
14. Umberto Eco
15. Ayaan Hirsi Aliová
16. Amartya Sen
17. Fareed Zakaria
18. Garri Kasparov
19. Richard Dawkins
20. Mario Vargas Llosa
21. Lee Smolin
22. Jürgen Habermas
23. Salman Rushdie
24. Sari Nusseibeh
25. Slavoj Žižek
26. Václav Havel
27. Christopher Hitchens
28. Samuel Huntington
29. Peter Singer
30. Paul Krugman
31. Jared Diamond
32. Benedikt XVI.
33. Fan Gang
34. Michael Ignatieff
35. Fernando Henrique Cardoso
36. Lilia Shevtsova
37. Charles Taylor
38. Martin Wolf
39. Edward Osborne Wilson
40. Thomas Friedman
41. Bjørn Lomborg
42. Daniel Dennett
43. Francis Fukuyama
44. Ramachandra Guha
45. Tony Judt
46. Steven Levitt
47. Nouriel Roubini
48. Jeffrey Sachs
49. Wang Chuej
50. Vilayanur Subramanian Ramachandran
51. Drew Gilpin Faust
52. Lawrence Lessig
53. John Maxwell Coetzee
54. Fernando Savater
55. Wole Soyinka
56. Yan Xuetong
57. Steven Pinker
58. Alma Guillermoprieto
59. Sunita Narainová
60. Anies Baswedan
61. Michael Walzer
62. Niall Ferguson
63. George Ayittey
64. Ashis Nandy
65. David Petraeus
66. Olivier Roy
67. Lawrence Summers
68. Martha Nussbaumová
69. Robert Kagan
70. James Lovelock
71. J. Craig Venter
72. Amos Oz
73. Samantha Powerová
74. Li Kuang-jao
75. Hu Shuli
76. Kwame Anthony Appiah
77. Malcolm Gladwell
78. Alexander de Waal
79. Gianni Riotta
80. Daniel Barenboim
81. Therese Delpech
82. William Easterly
83. Minxin Pei
84. Richard Posner
85. Ivan Krastev
86. Enrique Krauze
87. Anne Applebaumová
88. Rem Koolhaas
89. Jacques Attali
90. Paul Collier
91. Esther Duflová
92. Michael Spence
93. Robert Putnam
94. Harold E. Varmus
95. Howard Gardner
96. Daniel Kahneman
97. Jegor Gajdar
98. Neil Gershenfeld
99. Alain Finkielkraut
100. Ian Buruma

## 2009
Seznam světových myslitelů za rok 2009 vyšel v listopadu téhož roku. Toho roku se naposledy dostal do žebříčku Čech – potřetí Václav Havel.

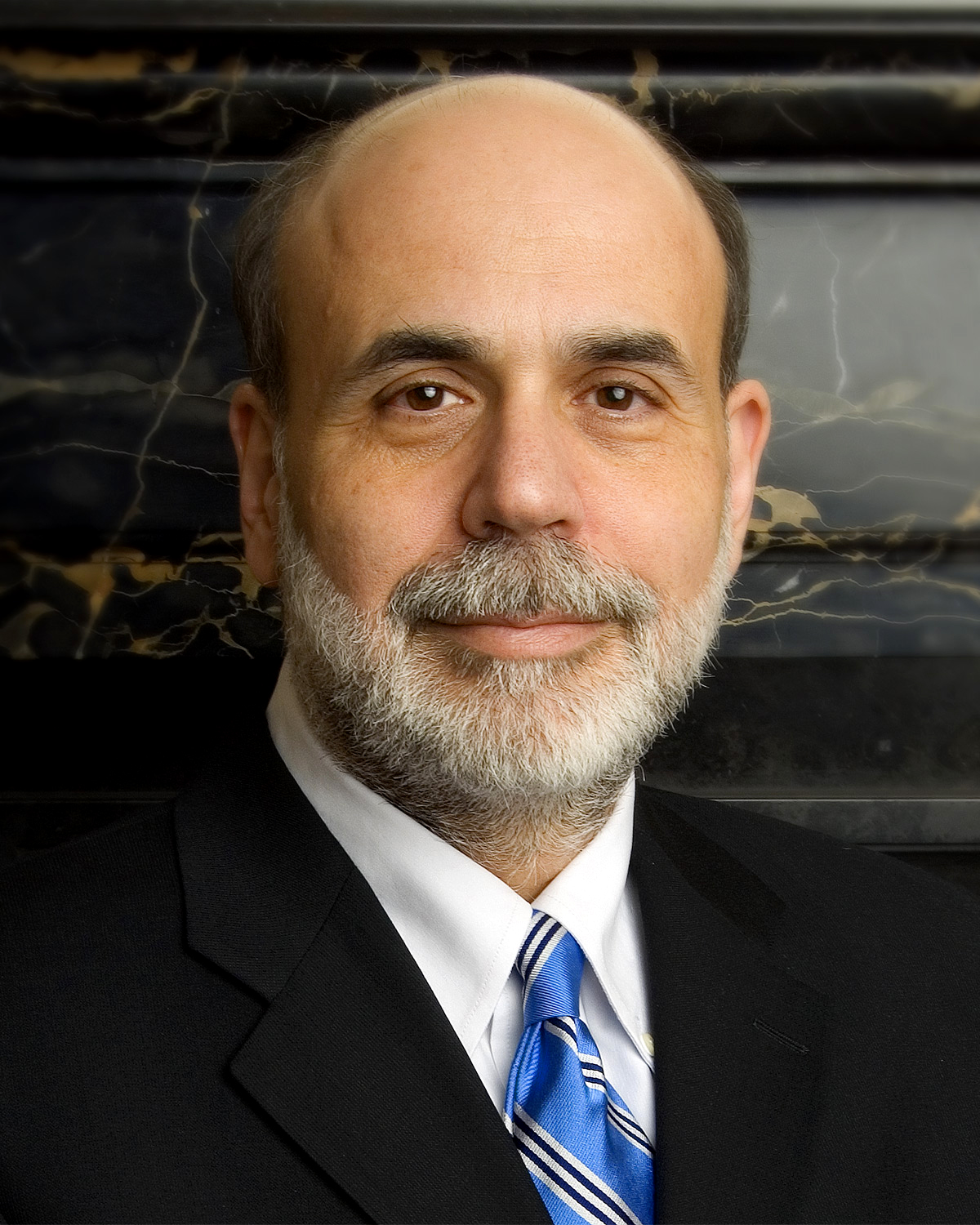
1. Ben Bernanke
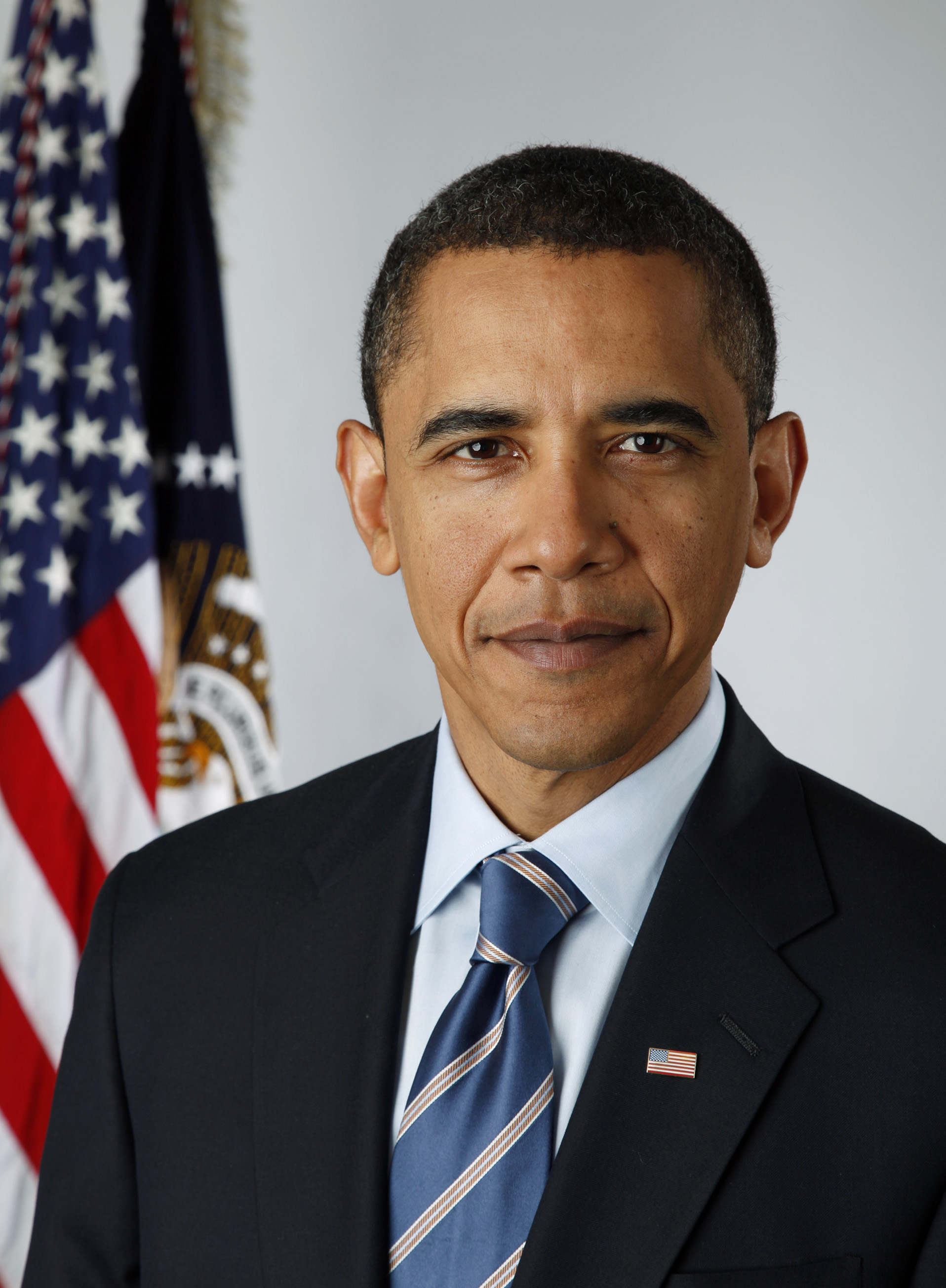
2. Barack Obama
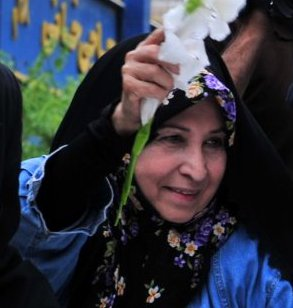
3. Zahra Rahnavardová
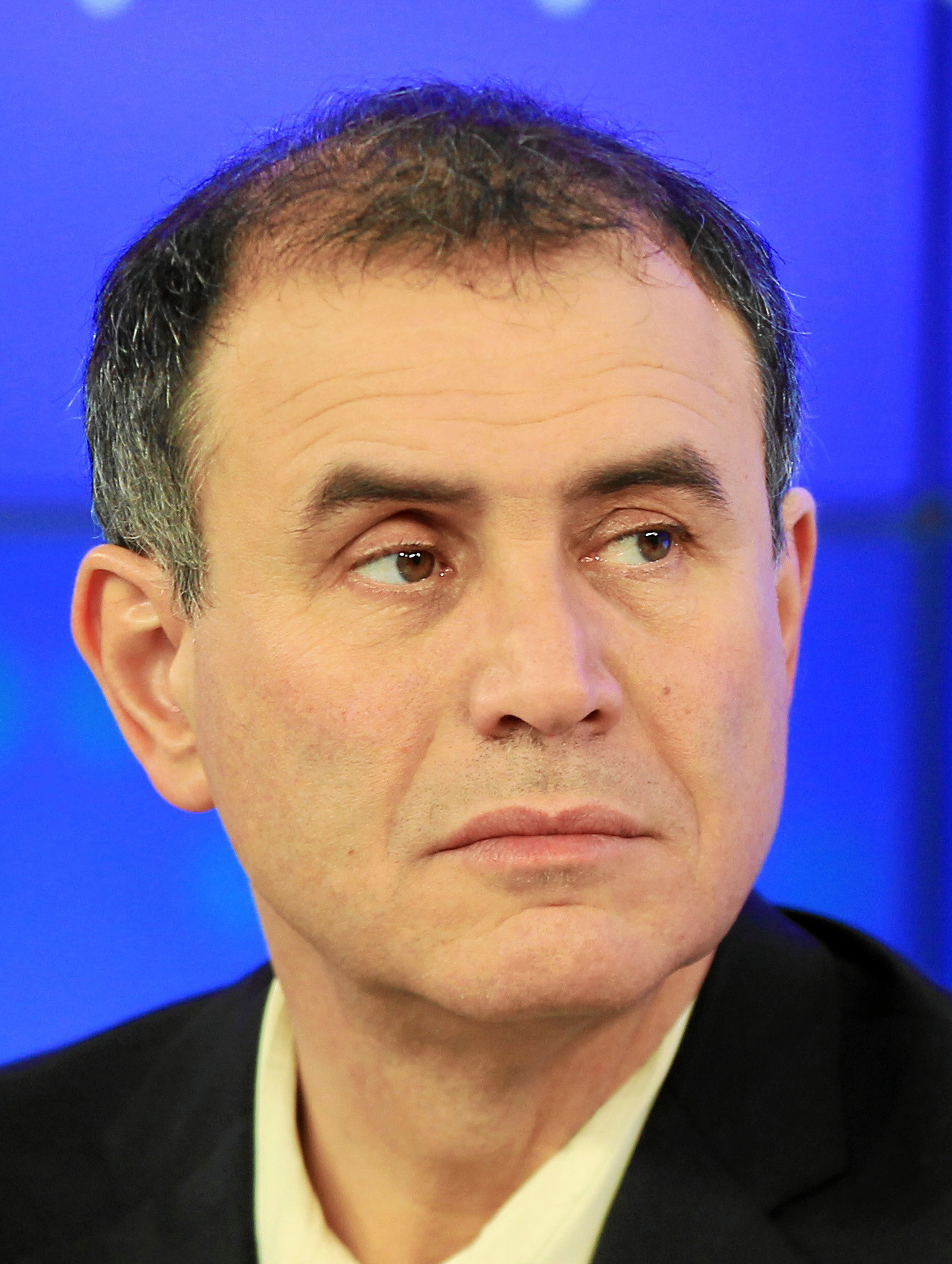
4. Nouriel Roubini
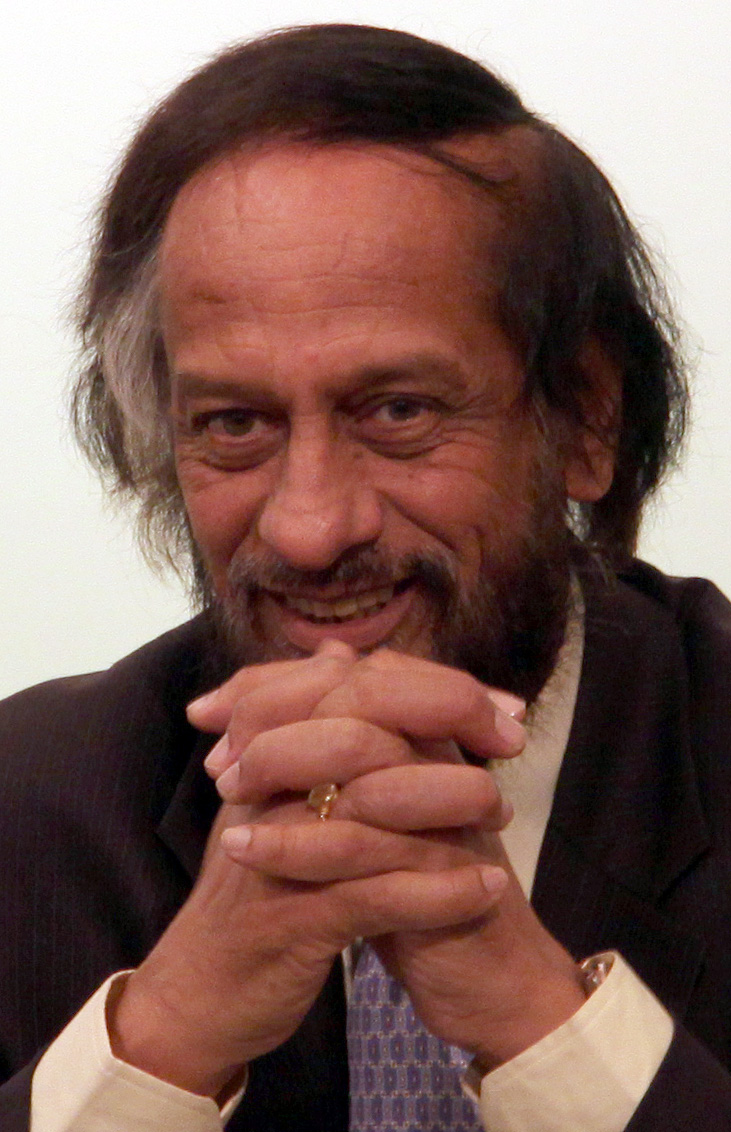
5. Rajendra Pachauri

1. Ben Bernanke
2. Barack Obama
3. Zahra Rahnavardová
4. Nouriel Roubini
5. Rajendra Pachauri
6. Bill Clinton, Hillary Clintonová
7. Cass Sunstein, Richard Thaler
8. David Petraeus
9. Zhou Xiaochuan
10. Sayyed Imam Al-Sharif
11. Fernando Henrique Cardoso
12. Bill Gates
13. Dick Cheney
14. Lawrence Summers
15. Martin Wolf
16. Mohamed A. El-Erian
17. Benedikt XVI.
18. Richard Dawkins
19. Malcolm Gladwell
20. Ashraf Ghani Ahmadzai, Clare Lockhartová
21. Thomas Friedman
22. Robert Shiller
23. Václav Havel
24. Chris Anderson
25. Joseph Stiglitz
26. Aun Schan Su Ťij
27. Robert Wright
28. Elinor Ostromová
29. Paul Krugman
30. Kofi Annan
31. Bernard-Henri Lévy
32. Anwar Ibrahim
33. Robert Zoellick, Dominique Strauss-Kahn
34. John Holdren, Steven Chu
35. Nicholas Stern
36. Paul Collier
37. Fareed Zakaria
38. George Soros
39. Jeffrey Sachs
40. William Easterly
41. Esther Duflová
42. Jared Diamond
43. Richard Posner
44. David Kilcullen
45. Abdalkarím Sorúš
46. Muhammad Yunus
47. Christopher Hitchens
48. Ayaan Hirsi Aliová
49. Tariq Ramadan
50. Nicholas Christakis
51. Ahmed Rashid
52. Helene Gayle
53. Linus Torvalds
54. Tim Berners-Lee
55. Henry Kissinger
56. Niall Ferguson
57. Baltasar Garzón
58. Amartya Sen
59. Barbara Ehrenreichová
60. Bruce Bueno de Mesquita
61. Salam Fayyad
62. Xu Zhiyong
63. Mario Vargas Llosa
64. Michael Ignatieff
65. Francis Fukuyama
66. Robert Kagan
67. Raja Mohan
68. James Hansen
69. Freeman Dyson
70. Esther Dysonová
71. Ray Kurzweil
72. Jamais Cascio
73. Nick Bostrom
74. Gordon Brown
75. Richard Haass
76. George Ayittey
77. Amory Lovins
78. Bill McKibben
79. Anne-Marie Slaughterová
80. Samantha Powerová
81. John Arquilla
82. Peter Warren Singer
83. Paul Farmer
84. Hu Shuli
85. Jacqueline Novogratzová
86. Jacques Attali
87. Karen Armstrong
88. Sunita Narainová
89. Adam Michnik
90. Minxin Pei
91. Willem Buiter
92. Rizal Sukma
93. Martha Nussbaumová
94. David Grossman
95. Enrique Krauze
96. Hans Rosling
97. Valerie Hudsonová
98. Andrew Mwenda
99. Emily Osterová
100. Paul Kennedy

## 2010
Seznam za rok vyšel ve Foreign Policy v listopadu 2010.

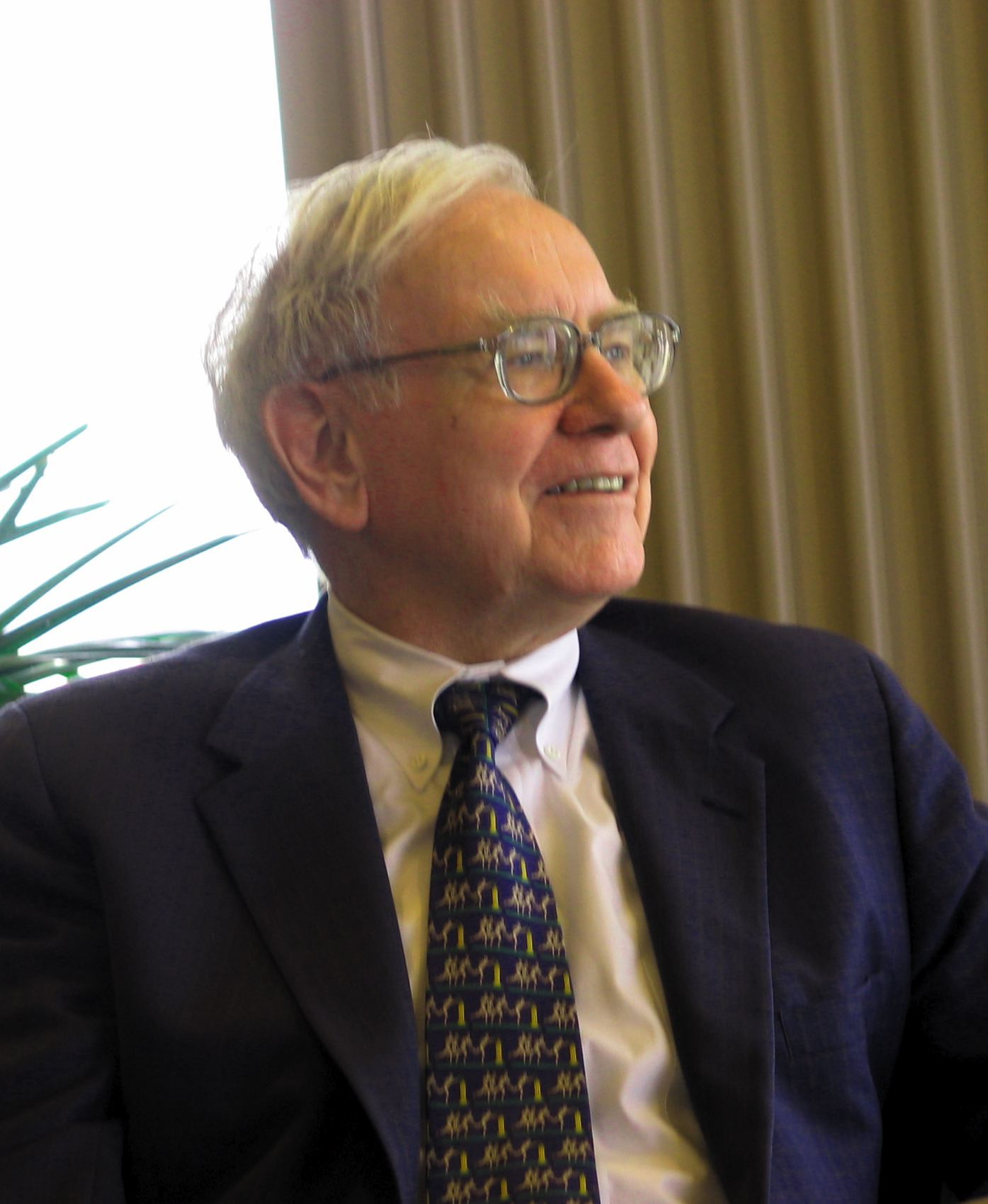
1. Warren Buffett
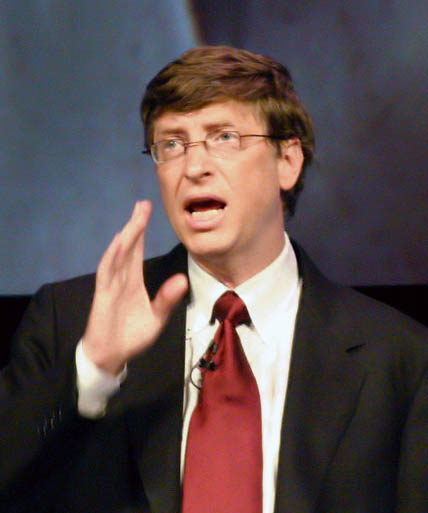
1. Bill Gates
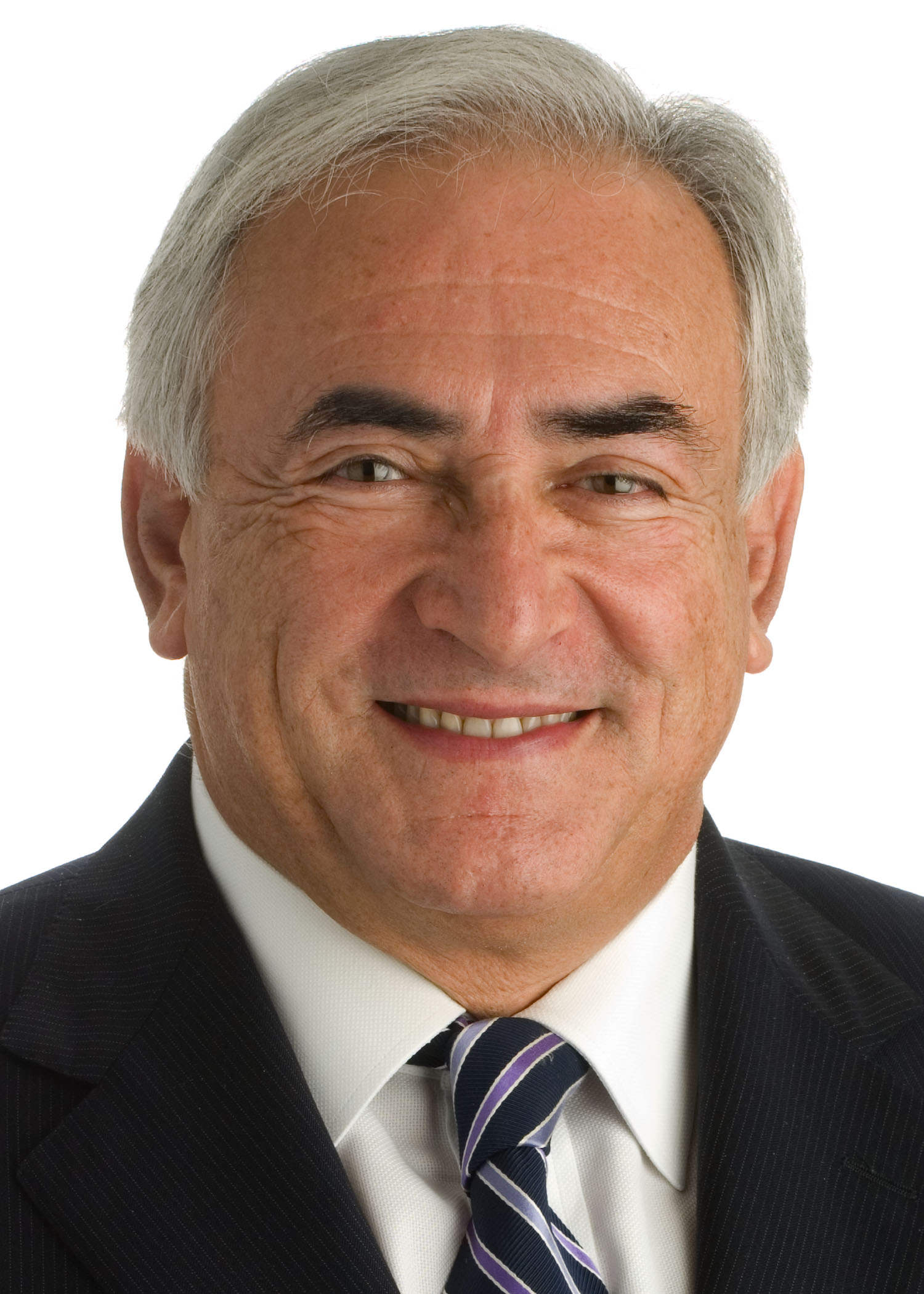
2. Dominique Strauss-Kahn
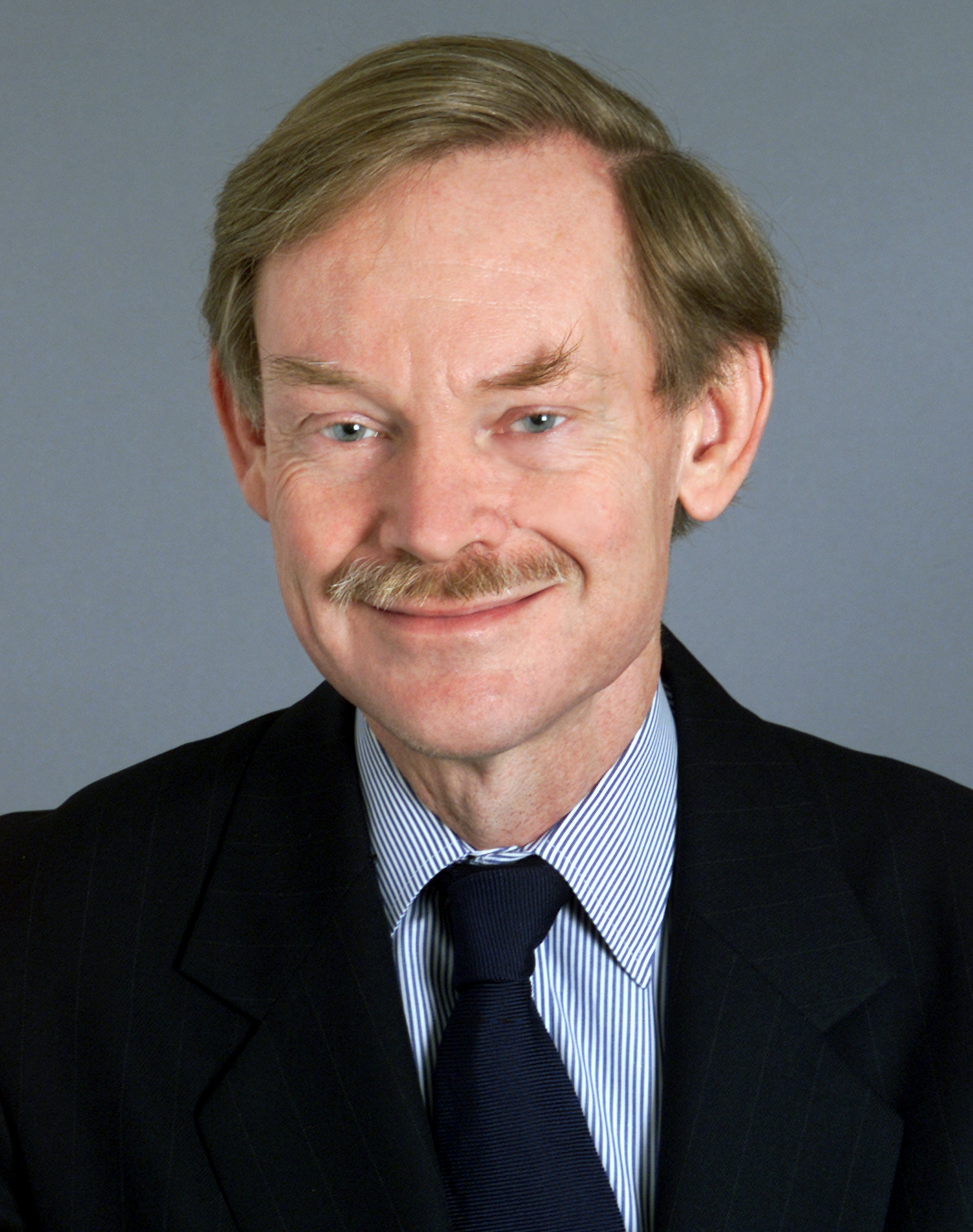
2. Robert Zoellick
3. Barack Obama
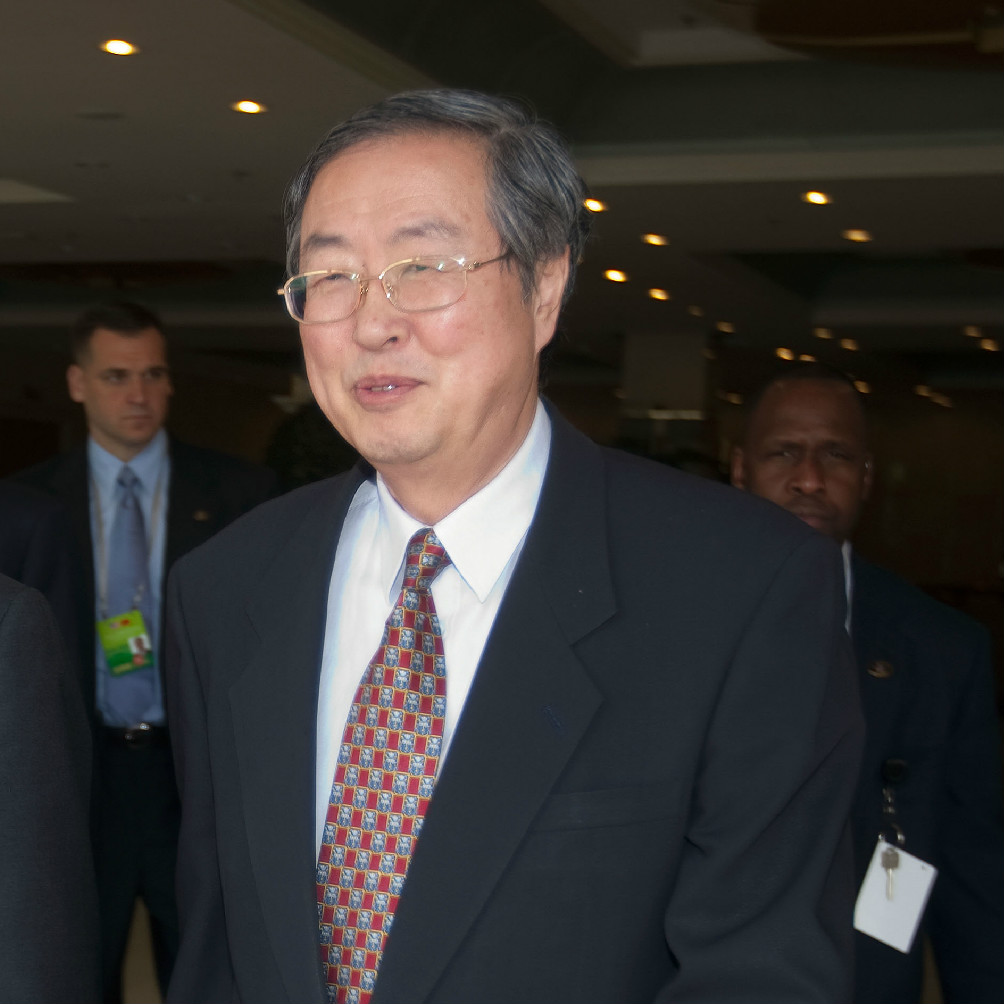
4. Zhou Xiaochuan
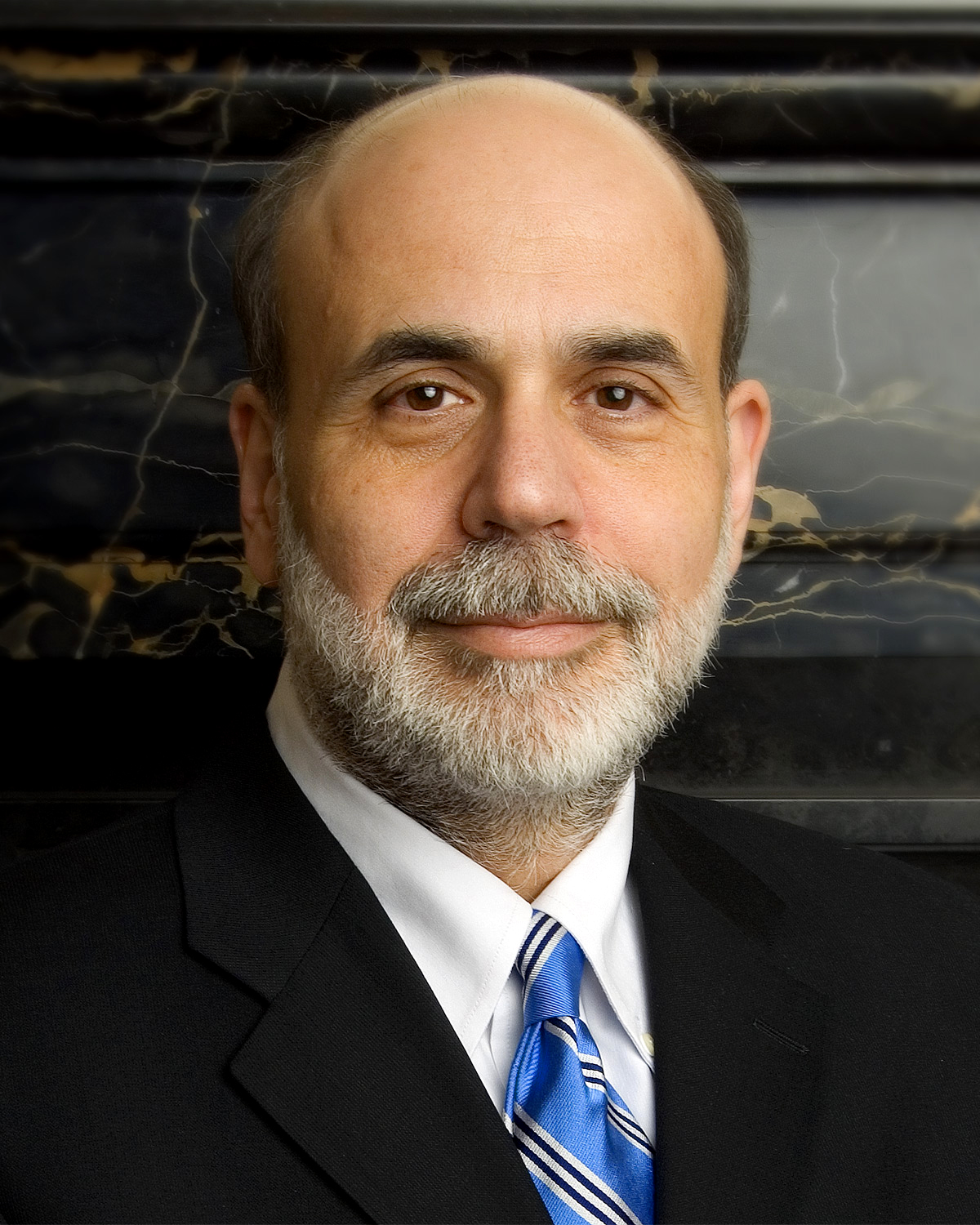
5. Ben Bernanke

1. Warren Buffett, Bill Gates
2. Dominique Strauss-Kahn, Robert Zoellick
3. Barack Obama
4. Zhou Xiaochuan
5. Ben Bernanke
6. Celso Amorim
7. Ahmet Davutoğlu
8. David Petraeus
9. Robert Gates
10. Angela Merkelová
11. Michael Bloomberg, Feisal Abdul Rauf
12. Nouriel Roubini
13. Bill Clinton, Hillary Clintonová
14. Steven Chu
15. George Soros
16. Liou Siao-po
17. Jeff Bezos, Steve Jobs
18. Shivshankar Menon
19. Ron Paul
20. Muhammad Baradej
21. Sergey Brin, Larry Page
22. Christine Lagardeová
23. Salam Fayyad
24. Elizabeth Warrenová
25. Henry Kissinger, Sam Nunn, William Perry, George P. Shultz
26. Paul Krugman, Raghuram Rajan
27. Fareed Zakaria
28. Shai Agassi
29. Paul Collier
30. Joseph Stiglitz
31. David Cameron
32. Cécile Duflotová, Monica Frassoniová, Renate Künastová, Marina Silvová
33. Thomas Friedman
34. John Kerry, Richard Lugar
35. Paul Farmer
36. Michelle Bacheletová
37. Martin Wolf
38. Esther Duflová
39. Mohamed Nasheed
40. Abdalkarím Sorúš
41. Mehdi Karroubi
42. Agnes Klingshirn, Peter Scott
43. Nandan Nilekani
44. Zheng Bijian
45. Mohamed El-Erian
46. Kwame Anthony Appiah
47. Jacques Attali
48. Robert J. Shiller
49. Václav Smil
50. Ashraf Ghani, Clare Lockhartová
51. Ahmed Rashid
52. Mo Ibrahim
53. Miles Morland, Rosa Whitakerová
54. Paul Romer
55. Christopher Hitchens
56. John Bolton
57. Nathan Myhrvold
58. Sendhil Mullainathan, Richard Thaler
59. Ory Okolloh
60. Fan Gang
61. Ayaan Hirsi Aliová
62. Tariq Ramadan
63. Vinod Khosla
64. Mario Vargas Llosa
65. Bjørn Lomborg
66. Sabina Alkireová
67. Clay Shirky
68. Malcolm Gladwell
69. Steven Pinker
70. John Arquilla
71. Louise Arbourová
72. Atul Gawande
73. Carmen Reinhartová, Kenneth Rogoff
74. Michèle Flournoy, Anne-Marie Slaughterová
75. Aun Schan Su Ťij
76. Richard Clarke
77. Helene Gayleová
78. Lester Brown
79. George Papandreou
80. Niall Ferguson
81. Ethan Zuckerman
82. Hu Shuli
83. Nicholas Christakis, James Fowler
84. Kamal Kar
85. Ellen Johnsonová-Sirleafová
86. Han Han
87. Mozah bint Nasser al-Missnedová
88. Daron Acemoglu
89. David Grossman
90. Martha Nussbaumová
91. Edwidge Danticat
92. Kishore Mahbubani
93. Malalai Joya
94. Madeleine Albrightová
95. Carl Bildt
96. Bruce Ackerman
97. Unity Dow
98. Michael Mandelbaum
99. Tarja Halonenová
100. Ian Buruma

## 2011
Pro rok 2011 připravil žebříček časopis Foreign Policy. Pozice na prvních devíti místech obsadili revolucionáři Arabského jara.
1. Alaa Al Aswany

1. Muhammad El Baradey a Wael Ghonim

1. Ali Ferzat a Razan Zaitouneh

1. Rached Ghannouchiová a Khairat El Shater

1. Tawakkol Karmánová

1. Wadah Khanfar

1. Eman Al Nafjanová a Manal al-Sharifová

1. Fathi Terbil

1. Srdja Popovic a Gene Sharp

1. Ben Bernanke, Jean-Claude Trichet a Zhou Xiaochuan
2. Barack Obama
3. Dick Cheney a Condoleezza Riceová
4. Bill Gates a Melinda Gatesová
5. Azim Premji
6. Christine Lagardeová
7. Ahmet Davutoğlu a Recep Tayyip Erdoğan
8. Jack Dorsey a Mark Zuckerberg
9. Ai Weiwei
10. He Weifang a Yu Keping
11. Bill Clinton a Hillary Clintonová
12. Nicolas Sarkozy
13. Bernard-Henri Lévy
14. Gene Cretz, Elizabeth Dibbleová, Robert Godec, Carlos Pascual a Anne Pattersonová
15. Sami Ben Gharbia, Daniel Domscheit-Berg a Alexej Navalnyj
16. Carmen Reinhartová a Kenneth Rogoff
17. David Beers
18. Angela Merkelová a Wolfgang Schäuble
19. Mahmoud Abbas a Salam Fayyad
20. Mizuho Fukušimaová a Yuichi Kaido
21. Nouriel Roubini
22. Aun Schan Su Ťij
23. Paul Krugman
24. Joseph Stiglitz
25. Elizabeth Warrenová
26. Amy Chuaová
27. Terry Engelder, Gary Lash a George P. Mitchell
28. Anna Hazare
29. Mike Mullen
30. David Cameron
31. Paul Ryan
32. Robert Zoellick
33. Dilma Rousseffová
34. Edward Glaeser a Saskia Sassenová
35. Luis Moreno-Ocampo a David Scheffer
36. Robert Gates
37. Christina Romerová
38. Sherry Rehmanová
39. Steven Pinker
40. Andrew Sullivan
41. Ron Paul
42. John McCain
43. Francis Deng a Gareth Evans
44. Samantha Powerová
45. Muhammad El-Erian
46. Martin Wolf
47. Paul Collier
48. Ilda Boccassiniová
49. Thomas Friedman
50. Jens Stoltenberg
51. Abhijit Banerjee a Esther Duflová
52. Mikko Hypponen
53. Herman Chinery-Hesse
54. Meir Dagan
55. Joseph Nye
56. Nancy Birdsallová
57. Barry Eichengreen
58. Robert D. Kaplan
59. Bruce Bueno de Mesquita
60. Kenneth Roth
61. Zaha Hadidová
62. Daniel Kahneman
63. Tyler Cowen
64. Joi Ito a Ethan Zuckerman
65. Rory Stewart
66. Maria Bashirová
67. Bjorn Lomborg
68. Cem Özdemir
69. Lester Brown
70. Deepa Narayanová
71. Desmond Tutu
72. Yoani Sánchezová
73. Clay Shirky
74. Jared Cohen a Alec Ross
75. Mustafa Barghouti
76. Pervez Hoodbhoy
77. Andy Sumner
78. Johanna Sigurdardottirová
79. John Githongo
80. Paul Farmer
81. Anne-Marie Slaughterová
82. Kishore Mahbubani
83. Ngozi Okonjo-Iwealaová
84. Lant Pritchett
85. Arundhati Royová
86. Boris Johnson
87. Mari Kuraishiová
88. Arvind Subramanian
89. Rick Falkvinge
90. Teodoro Petkoff
91. Stéphane Hessel

## 2012
Pro rok 2012 připravil žebříček časopis Foreign Policy.

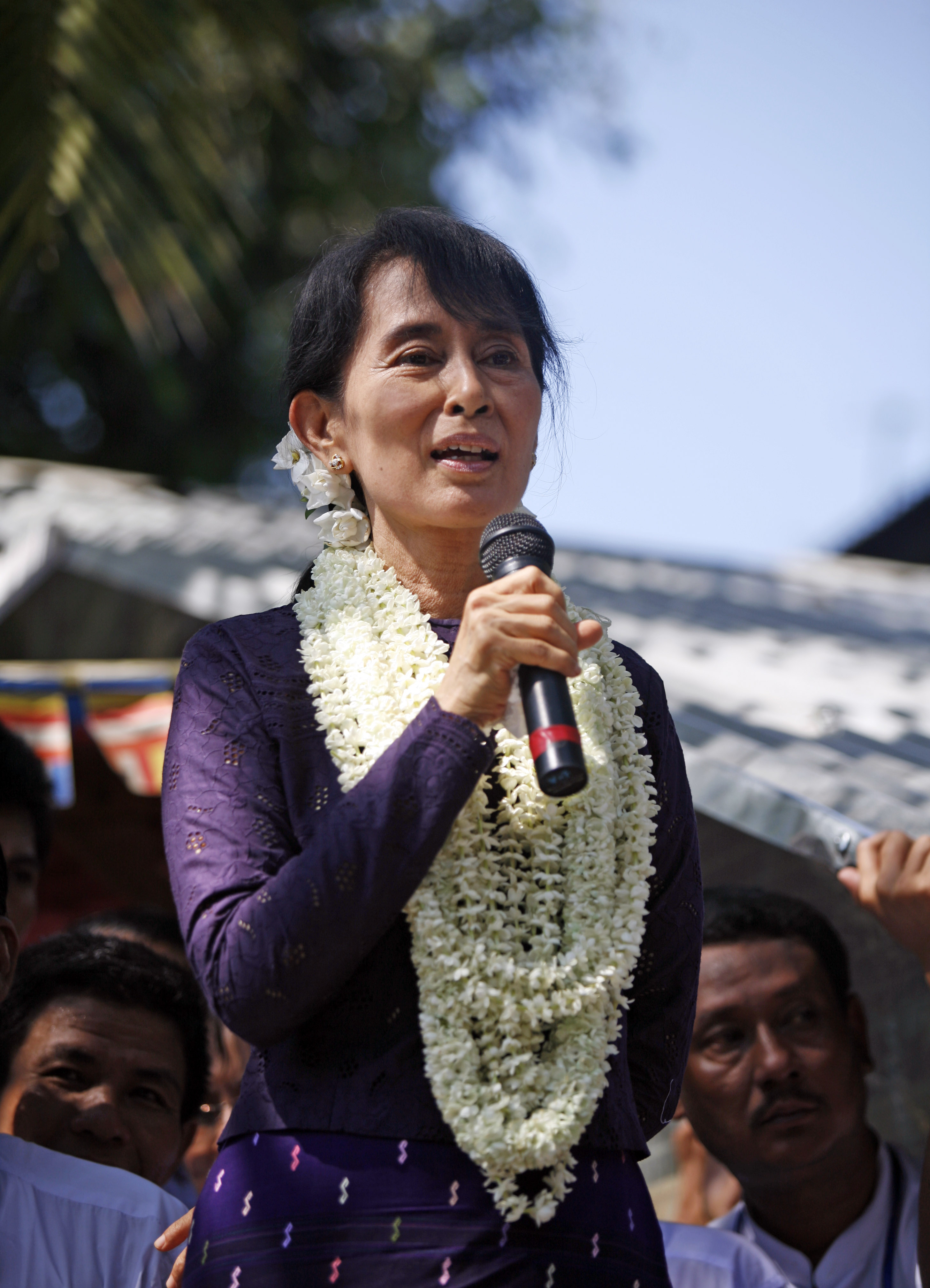
1. Aun Schan Su Ťij
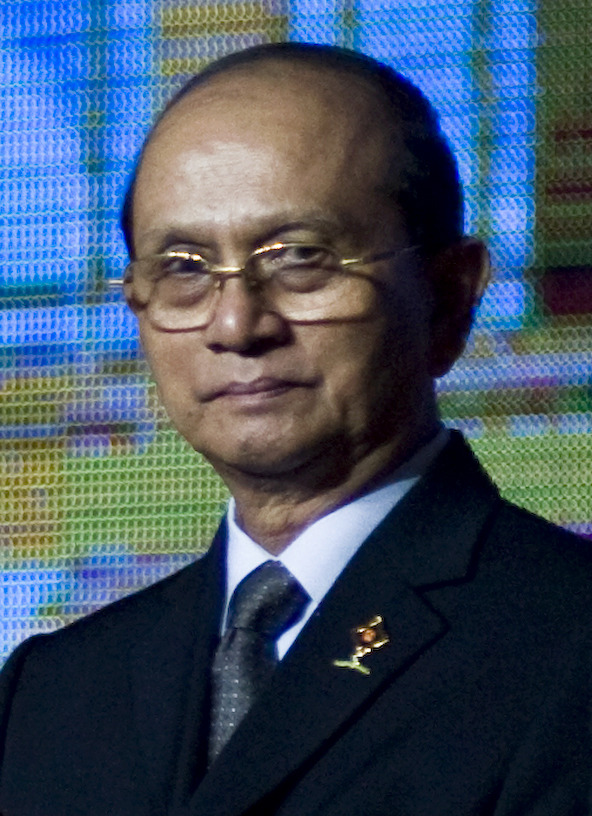
1. Thein Sein
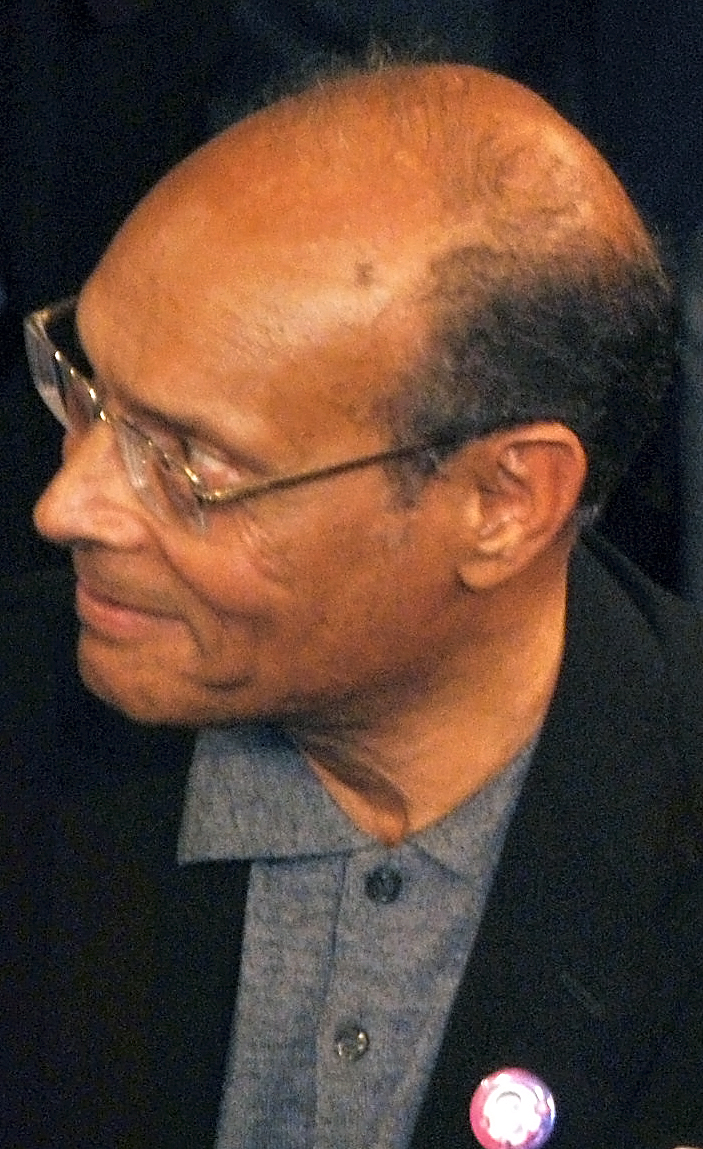
2. Munsif Marzúkí
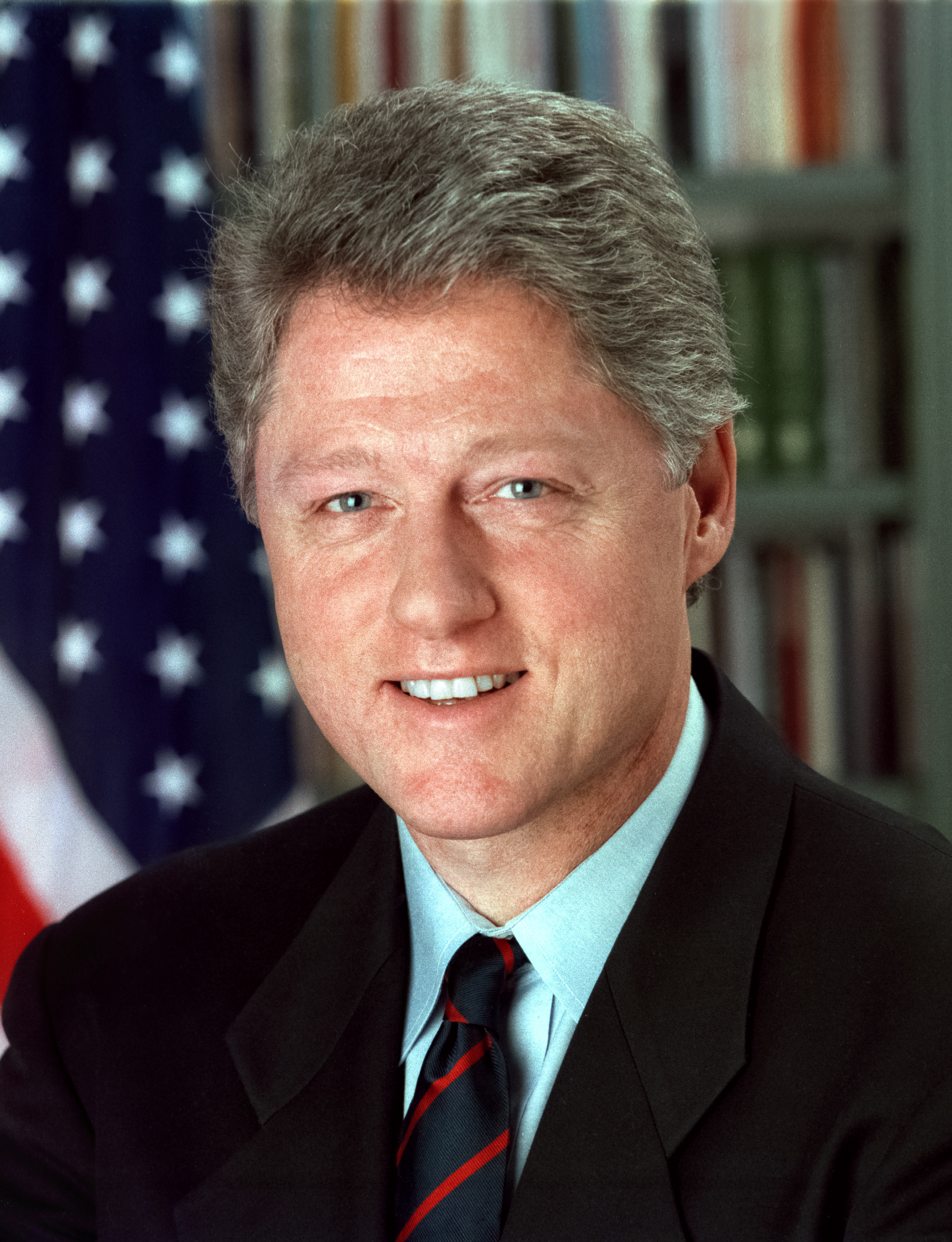
3. Bill Clinton
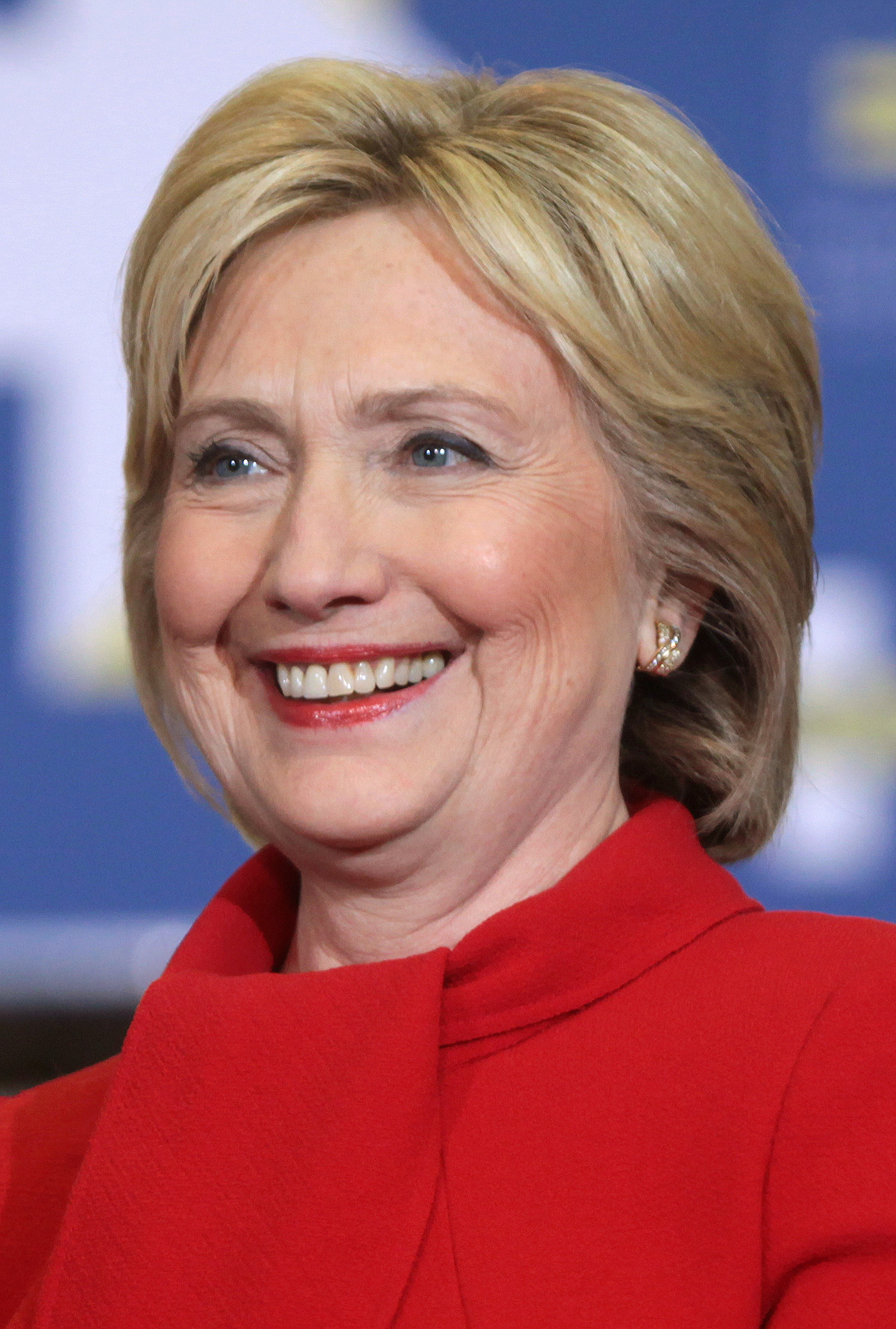
3. Hillary Clintonová
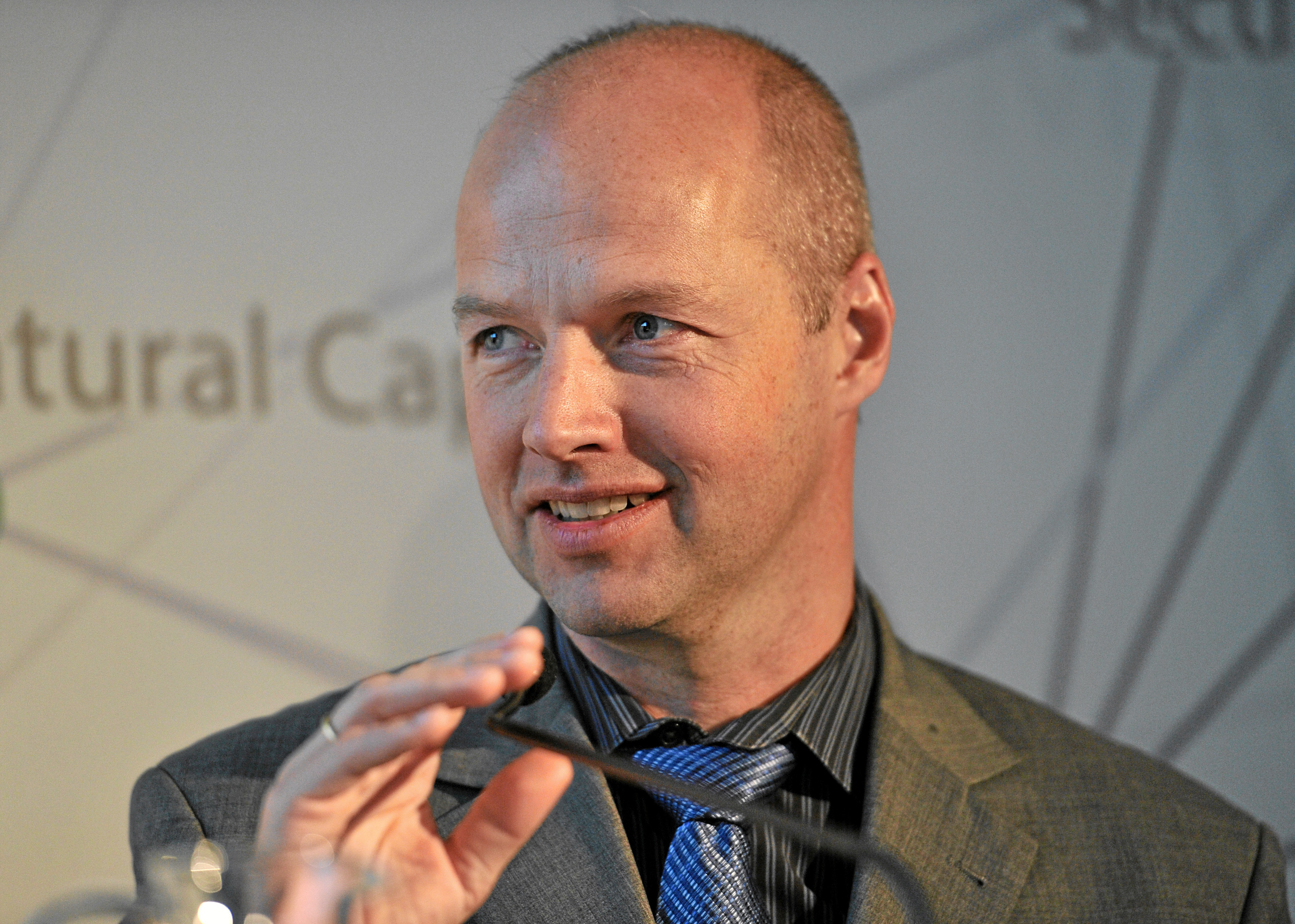
4. Sebastian Thrun
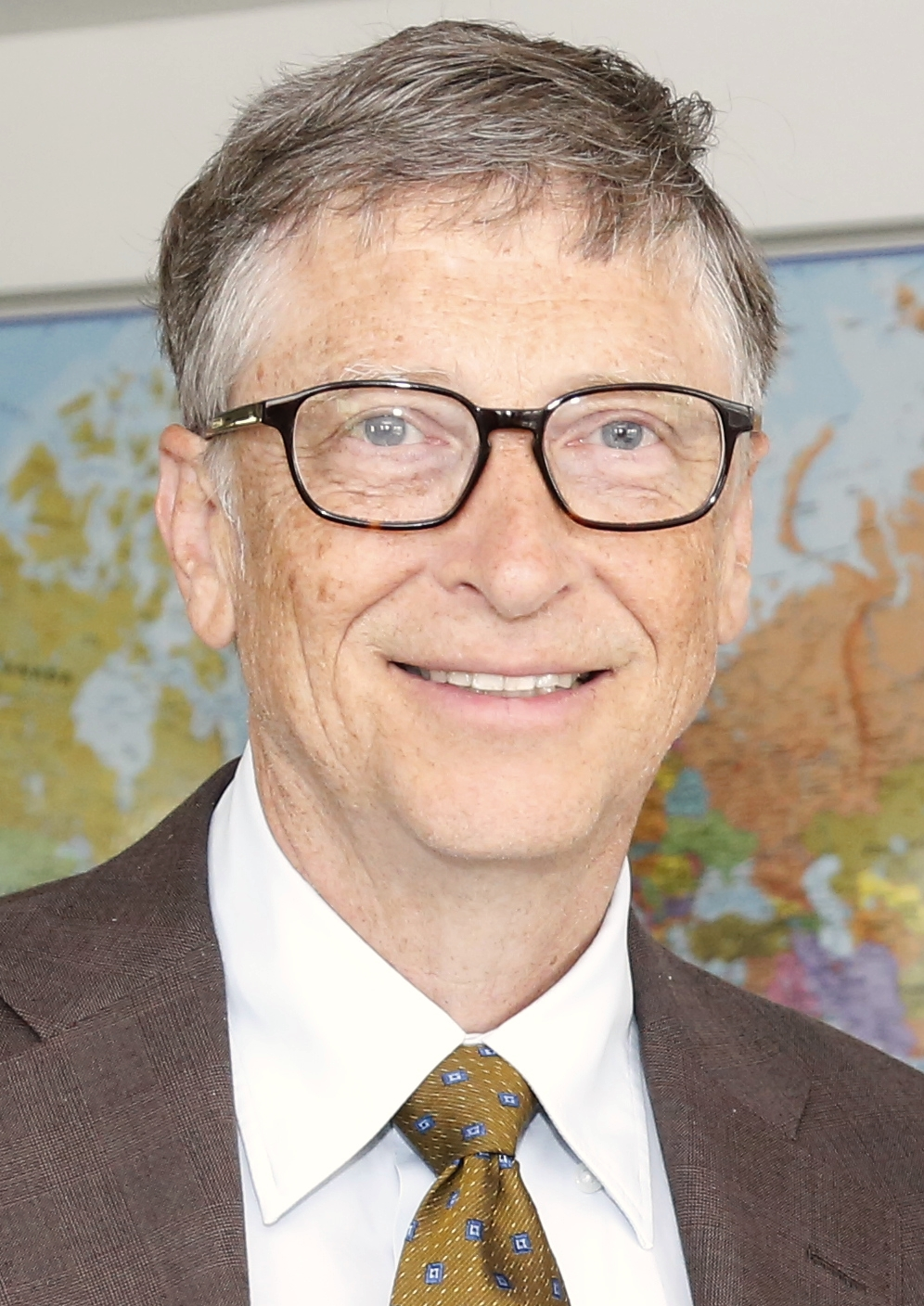
5. Bill Gates
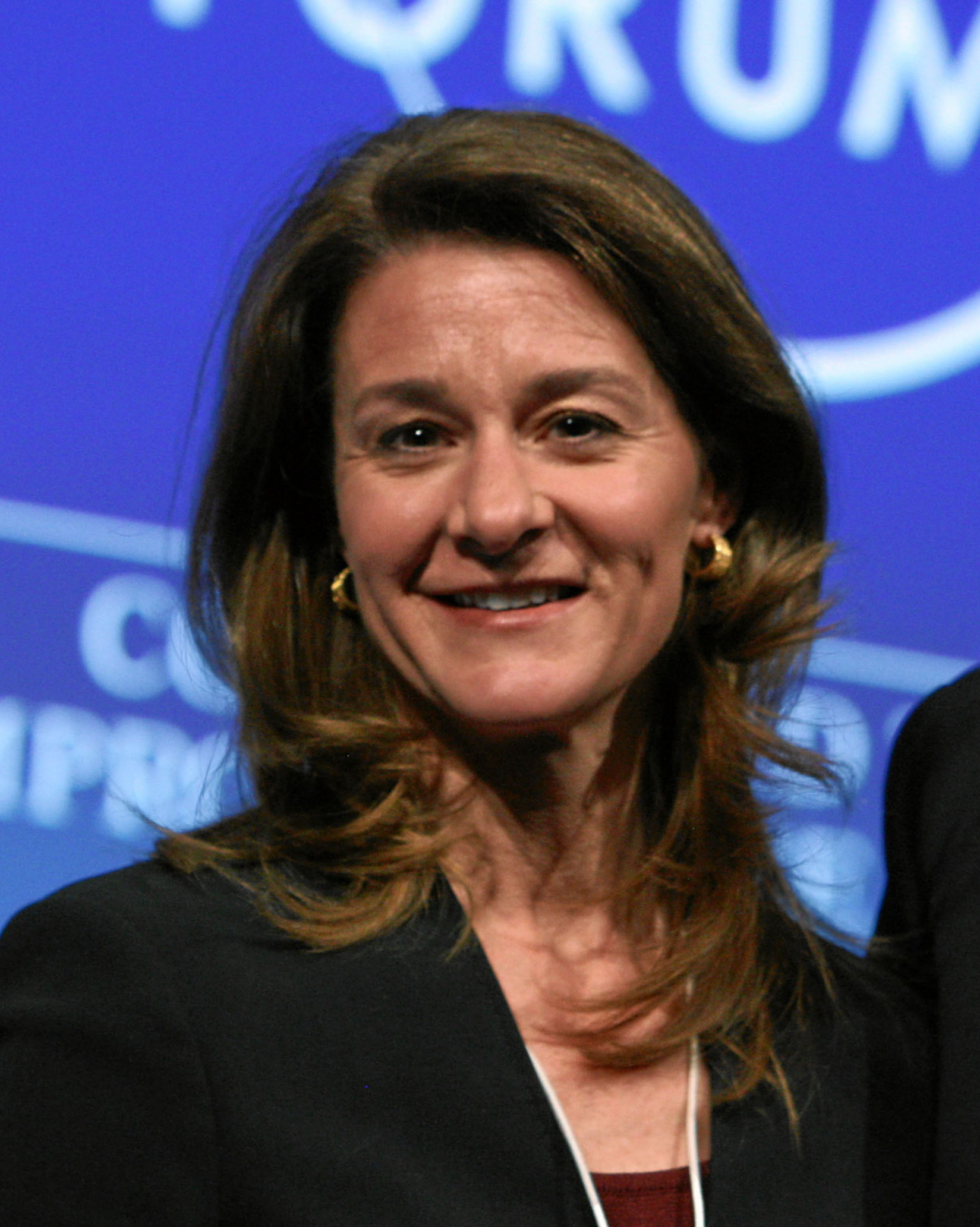
5. Melinda Gatesová

1. Aun Schan Su Ťij, Thein Sein
2. Munsif Marzúkí
3. Bill Clinton, Hillary Clintonová
4. Sebastian Thrun
5. Bill Gates, Melinda Gatesová
6. Malalaj Júsufzaiová
7. Barack Obama
8. Paul Ryan
9. Čchen Kuang-čcheng
10. David Blankenhorn, Narayana Kocherlakota, Richard A. Muller
11. James Hansen
12. Angela Merkelová
13. Ehud Barak, Benjamin Netanjahu
14. Meir Dagan, Juval Diskin
15. Ben Bernanke, Scott Sumner
16. Maria Alechina, Jekatěrina Samučevič, Naděžda Tolokonikova
17. Abraham Karem, William H. McRaven
18. Alem Belhadj
19. Rima Dali, Bassel Khartabil
20. Mario Draghi
21. George Soros
22. Joyce Bandaová
23. Ed Morse
24. Thomas Piketty, Emmanuel Saez
25. Nadim Matta
26. Aj Wej-wej
27. Christine Lagardeová
28. Ahmet Davutoğlu, Recep Tayyip Erdoğan
29. Willem Buiter
30. Elon Musk
31. Marissa Mayerová, Sheryl Sandbergová
32. Anne-Marie Slaughterová
33. Salman Rushdie
34. Paul Krugman
35. Nouriel Roubini
36. Shai Reshef
37. Daphne Kollerová, Andrew Ng
38. Dick Cheney, Liz Cheneyová
39. Condoleezza Riceová
40. Jevgenij V. Kasperskij
41. Sima Samarová
42. Debbie Bosanek, Warren Buffett
43. Charles Murray
44. Andrew Marshall
45. Alexej Navalnyj
46. Thomas E. Mann, Norman Ornstein
47. Mohammad Fahad al-Qahtani
48. Abdulhadi al-Khawaja, Maryam al-Khawaja, Zainab al-Khawaja, Nabeel Rajab
49. Haruki Murakami
50. Robert Kagan
51. Ngozi Okonjo-Iwealaová
52. Martin Feldstein
53. Mohamed A. El-Erian
54. Yu Jianrong
55. Michael Sandel
56. John O. Brennan
57. Jameel Jaffer
58. Björn Lomborg
59. Hamád Ibn Chalífa Al-Sání
60. Hew Strachan
61. Husain Haqqani, Farahnaz Ispahani
62. Esther Duflová
63. Kiyoshi Kurosawa
64. Daron Acemoğlu, James A. Robinson
65. Paul Romer
66. Alexander McGillivray
67. Ruchir Sharma
68. Chinua Achebe
69. Ma Jun
70. Jevgenija Širikova
71. Rand Paul
72. Sri Mulyani Indrawati
73. Wang Jisi
74. Raj Chetty
75. Asghar Farhadi
76. Adela Navarro Bellová
77. Nitish Kumar
78. Roger Dingledine, Nick Mathewson, Paul Syverson
79. Eliot A. Cohen
80. Raghuram Rajan
81. Patrice Martinová, Jocelyn Wyattová
82. Robert David Kaplan
83. Kai-Fu Lee
84. Beth Simone Novecková
85. Radosław Sikorski
86. Pankaj Mishra
87. Tariq Ramadan
88. Jürgen Habermas
89. Ricken Patel
90. Vivek Wadhwa
91. Danah Boyd
92. Slavoj Žižek
93. Martha Nussbaumová
94. John M. Coates
95. Jonathan Zittrain
96. Luigi Zingales
97. Viviane Redingová
98. Jonathan Haidt
99. Peter Beinart
100. Sana Saleem

## 2013
Za rok 2013 rozdělil časopis Foreign Policy osobnosti do deseti kategorií.
- Edward Snowden
- Keith Alexander
- Glenn Greenwald
- Laura Poitras
- Dilma Rousseffová
- Ron Wyden
- Jesselyn Radack
- Moxie Marlinspike
- Kevin Mandia
- Dmitri Alperovitch
- John Kerry
- Vladimir Putin
- Sergej Lavrov
- Li Kche-čchiang
- Wang Čchi-šan
- Šinzó Abe
- Enrique Peña Nieto
- Hasan Rúhání
- Angela Merkelová
- Mario Draghi
- Christine Lagardeová
- Papež František
- Alexej Navalnyj
- Malála Júsufzajová

## 2014
Za rok 2014 rozdělil časopis Foreign Policy osobnosti do deseti kategorií.

## 2015
Za rok 2015 rozdělil časopis Foreign Policy osobnosti do devíti kategorií.

## 2016
Za rok 2016 rozdělil časopis Foreign Policy osobnosti do devíti kategorií.
Vůdci
- Hillary Clintonová
- Ban Ki-Moon
- Angela Merkelová
- Loretta Lynchová
- Sušma Svarádžová
- Joko Widodo
- Justin Trudeau
- Nicola Sturgeonová
- Cchaj Jing-wen
- Nayib Bukele
- Yuriko Koikeová
- Sadiq Khan
- Jin Liqun
- Rasmus Hansson
- Carolyn Bennettová a Marion Bullerová

Průkopníci
- Leila de Lima
- Alexander Betts a Paul Collier
- Geraldine Romanová
- Nathan Law
- Géraldine Blinová
- Haifa Al-Hababiová
- Feyisa Lilesa
- James Walter Brewster Jr. a Deivis Ventura
- Colette Devlinová, Diana Kingová a Kitty O’Kaneová
- Jesse Morton
- Agnieszka Dziemianowicz-Baková a Barbara Nowackaová
- Evan Mawarire
- Edit Schlafferová

Inovátoři
- Chandani Doshiová, Grace Liová, Jialin Shiová, Bonnie Wangová, Charlene Xiaová a Tania Yuová
- Fredros Okumu
- Sarah Parcaková
- Jehiel Oliver
- Amin Salehi-Khojin
- Jeannette Garciaová a Gavin Jones
- John Oberlin a Stefanie Tellexová

Umělci
- Rizwan Ahmed a Himanshu Suri
- Morehshin Allahyariová
- Alejandro Aravena
- Anohni
- El Seed
- Ivo Van Hove
- Vanessa Lucas-Smithová
- Dada Masiloová
- Walid Raad
- Elza Soaresová
- Warsan Shireová

Advokáti
- Nadia Muradová
- Marc Edwards
- Debora Dinizová
- Tegla Loroupeová
- Gou Hongguo, Zhou Shifeng, Hu Shigen a Zhai Yanmin
- Laura Weidman Powersová
- Wafaa Bilal
- Yolande Hyjaziová
- Louis Jacquot a Sébastien Prunier
- Amanda Nguyenová
- Sarah Smithová a Sherrie Westinová
- Lliana Birdová, Dani Lawrenceová, Josie Naughtonová a Dawn O’Porterová

Kronikáři
- Smriti Keshariová, Eric Schlosser a Lynette Wallworthová
- Mohamed Ben Attia
- Jan Böhmermann
- Ganzeer
- Nikesh Shukla
- Saleem Haddad
- Sonia Kennebecková
- Ligo (Laser Interferometer Gravitational-Wave Observatory)
- Ocean Vuong
- Basma Abdel Azizová
- Zina Saro-Wiwaová

Podnikatelé
- Melinda Gatesová, Korunní princezna Norska Mette-Maritová a Kate Robertsová
- Michael S. Smith Ii
- Monique Woodardová
- Anupama Nayar a Vineet Nayar
- Sally Rileyová
- Sean Parker
- Zainab Salbiová
- Priscilla Chanová a Mark Zuckerberg

Správci
- David Archambault II.
- Berta Cáceresová a Austra Flores
- Garry Charnock
- Arash Derambarsh
- Wang Yongchenová
- Nitesh Kadyan, Nikhil Kaushik a Anirudh Sharma
- Eric Hochberg
- Alison Terry-Evansová
- Brianne Westová

Léčitelé
- Raed Al Saleh
- Roger Nitsch, Alfred Sandrock a Matthew Kennedy
- Petra Vertesová a Kirstie Whitakerová
- Dorry Segev a Peter Stock
- Hans Flu
- Timothy Jamison, Klavs Jensen a Allan Myerson
- Togo Kida a Akira Suzuki
- John Zhang
- David Nott a Elly Nottová
- Gursaran Prasad Talwar
- Christine C. Johnsonová a Susan Lynchová
- Shu Lamová
- Jack Harrison-Quintana
- Lynne Davidsonová a H. Moka Lantum

## 2017
Za rok 2017 vydal žebříček časopis Foreign Policy. Seznam je seřazen abecedně dle příjmení.
- Ženy hnutí #MeToo
- Steve Adler
- Haider al-Abadi
- Manal al-Sharifová, Noura al-Ghanemová, Fawziah al-Bakrová a Monera al-Nahedhová
- Michael Anton
- Anthony Atala
- Stephen Bannon
- Ma Baoli (Geng Le)
- Adama Barrow
- Jeremy Corbyn
- Carmen Yulín Cruzová
- Mark Cuban
- Vian Dakhilová
- Leila de Lima
- Ronald Deibert
- Chrystia Freelandová
- Alexander Gauland
- Masha Gessen
- Nikki Haleyová
- Kamala Harrisová
- Ho Dang Hoa
- Moon Jae-in
- Jo Ann Jenkinsová
- Timoleón Jiménez (Rodrigo Londoño) (Timochenko)
- Jodi Kantorová, Megan Twoheyová a Ronan Farrow
- Yadin Kaufmann
- Pedro Kumamoto
- Andrei Lankov
- David Liu a Feng Zhang
- Emmanuel Macron
- Thuli Madonselaová
- Chelsea Manningová
- Alice Marwicková a Philip N. Howard
- Jason Matheny
- Elena Milashinaová
- Hasan Minhaj
- Sérgio Moro
- Seth Moulton
- Roya Sadatová
- Hamed Sinno
- Basuki Tjahaja Purnama (Ahok)
- Hamdi Ulukaya
- Guy Verhofstadt
- Margrethe Vestagerová
- María Eugenia Vidalová
- Evelyn Wangová
- Ai Weiwei
- Sally Yatesová

## 2019
Časopis Prospect 16. července 2019 zveřejnil 51 osobností, o nichž pak čtenáři hlasovali, případně mohli navrhnout další. Autoři pak 3. září 2019 prezentovali pořadí na prvních deseti místech.

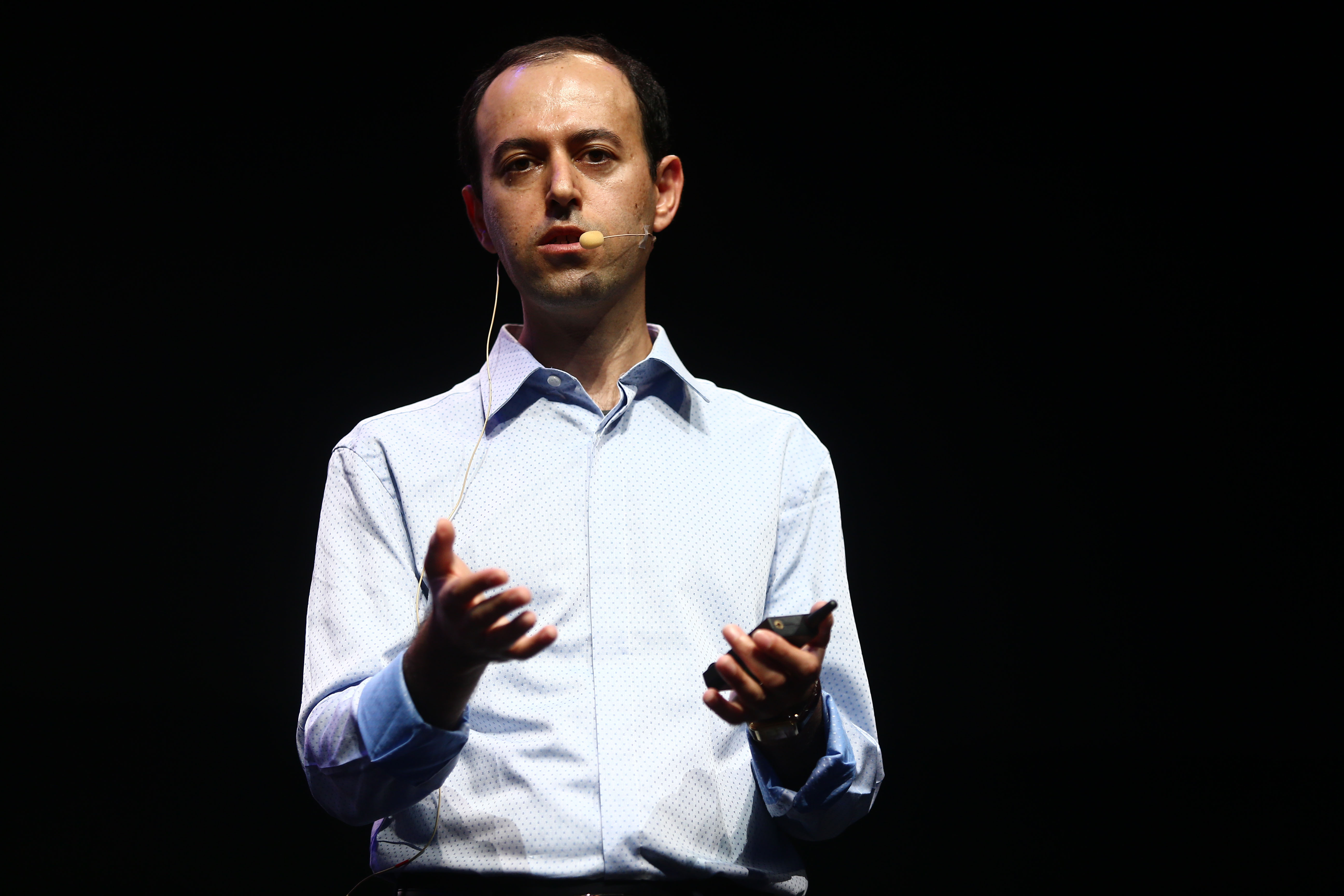
1. Caucher Birkar
2. Max Roser
3. Houman Haddad
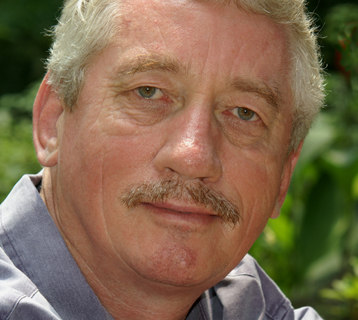
4. Frans de Waal
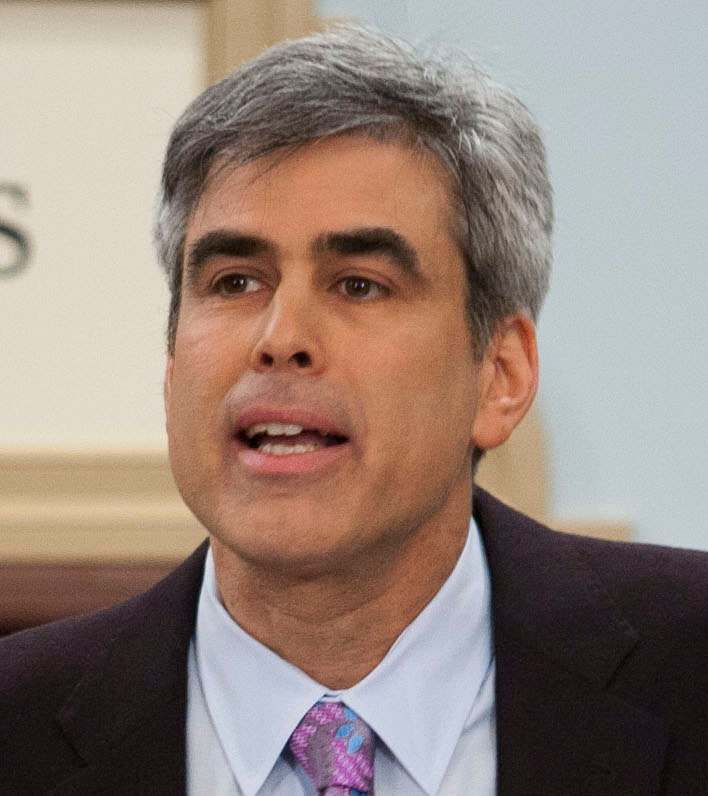
5. Jonathan Haidt

1. Caucher Birkar
2. Max Roser
3. Houman Haddad
4. Frans de Waal
5. Jonathan Haidt
6. Kimberlé Williams Crenshaw
7. Dani Rodrik
8. Greta Thunbergová
9. Alexandria Ocasio-Cortezová
10. Kate Manneová

Ostatní osobnosti jsou řazeny abecedně dle příjmení:
- Naomi Aldermanová
- Marwa al-Sabouniová
- Kwame Anthony Appiah
- Světlana Alexijevičová
- Robert Alter
- Frances Arnoldová
- Anne Caseová a Angus Deaton
- Katie Boumanová
- Patricia Churchlandová
- Ta-Nehisi Coates
- Sarah Churchwellová
- Niall Ferguson
- Peter Frankopan
- Claudia Goldinová
- Brenda Haleová
- Yaa Gyasiová
- Shadi Hamid
- Katharine Hayhoeová
- Lina Khanová
- Eliot Higgins
- Juan Martín Maldacena
- Cas Mudde
- Divya Nagová
- David Olusoga
- Martha Nussbaumová
- Robert Plomin
- Lucy Prebbleová
- Maria Ressaová
- Jacqueline Roseová
- Arundhati Royová
- Hyun-Song Shin
- Amia Srinivasanová
- George Soros
- Jonathan Sumption
- Adam Tooze
- J. D. Vance
- Xu Zhangrun
- Gabriel Zucman
- Amina Wadudová
- Shoshana Zuboffová

## 2020
Časopis Prospect 14. července 2020 zveřejnil 50 osobností, o nichž čtenáři mohli hlasovat, případně navrhnout další. Na základě hlasování bylo určeno pořadí prvních deseti prakticky zaměřených myslitelů éry covidu-19. 

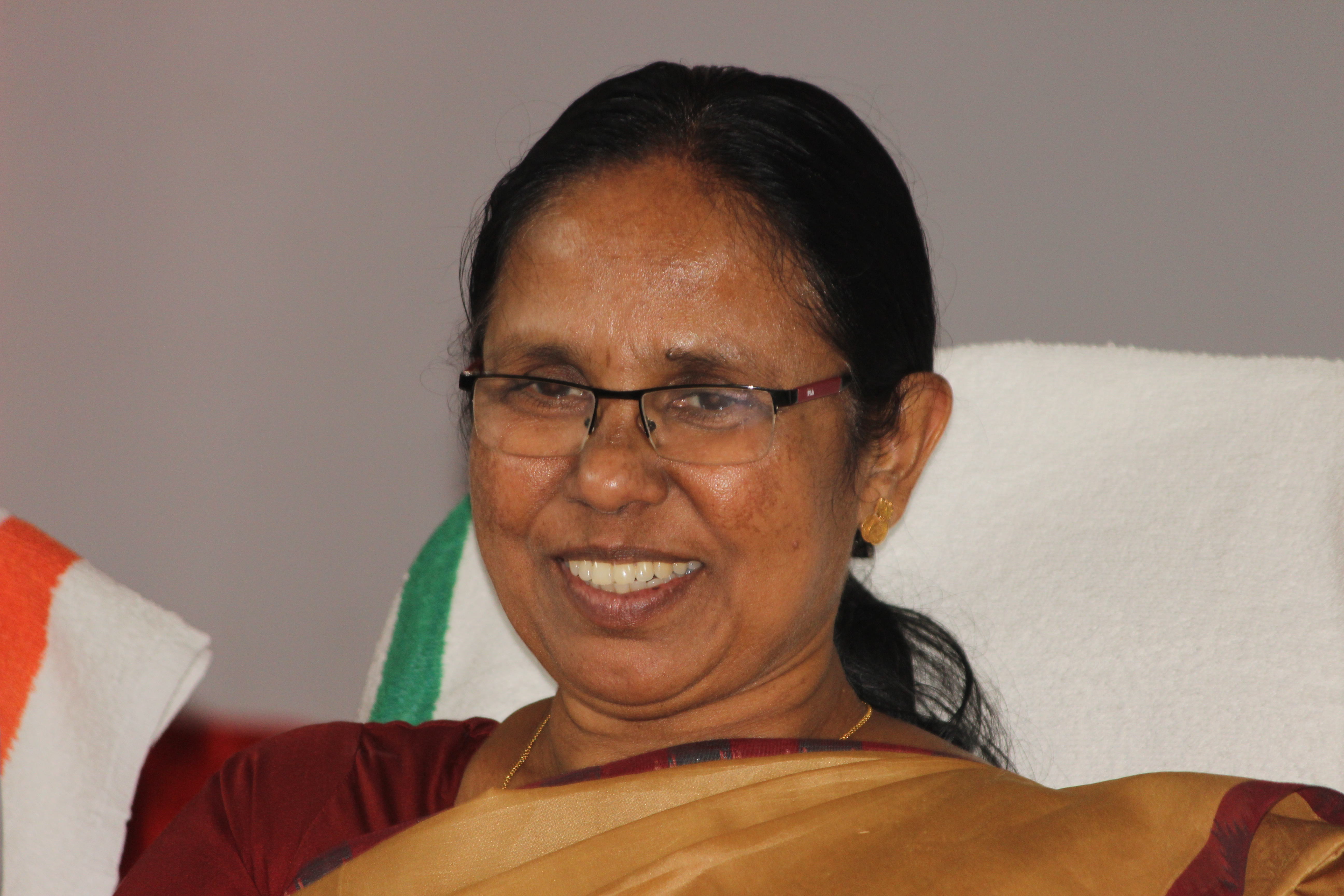
1. K. K. Shailajaová
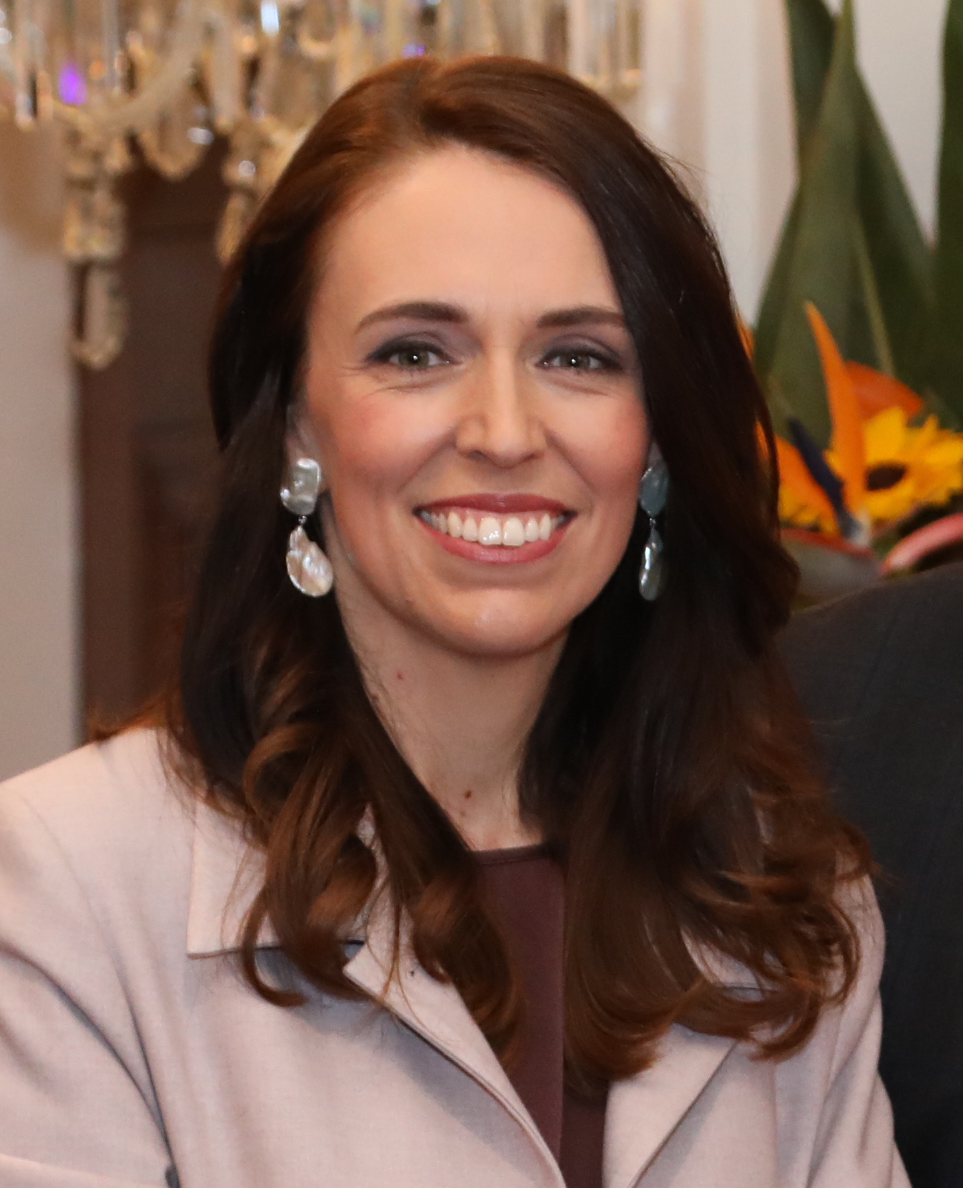
2. Jacinda Ardernová
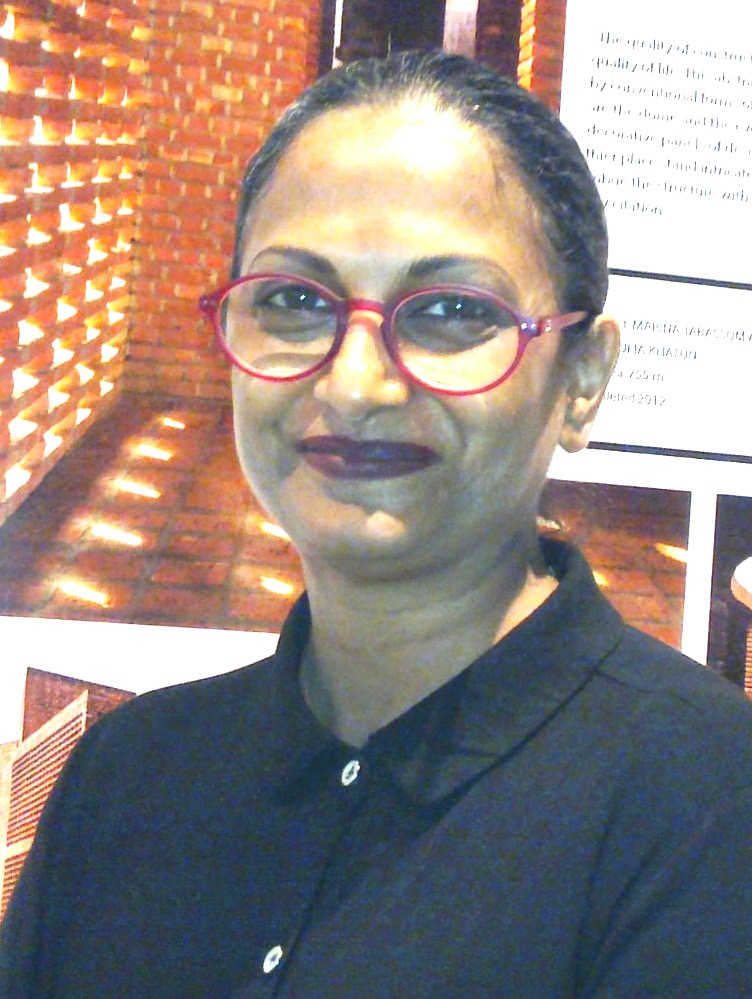
3. Marina Tabassumová
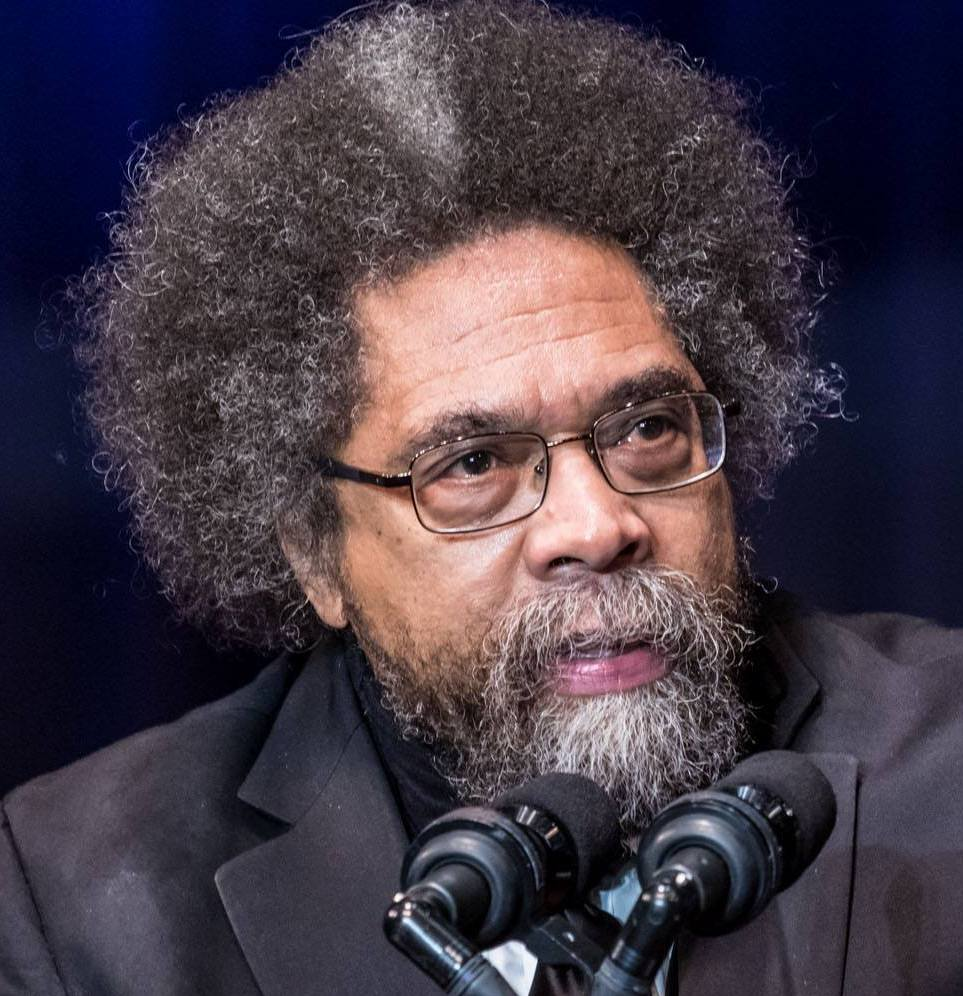
4. Cornel West

1. K. K. Shailajaová
2. Jacinda Ardernová
3. Marina Tabassumová
4. Cornel West
5. Ilona Szabó de Carvalhoová
6. Olivette Oteleová
7. Ruth Wilson Gilmoreová
8. Philippe Van Parijs
9. Mark Post
10. Magdalena Zernicka-Goetzová

Ostatní osobnosti jsou řazeny abecedně dle příjmení:
- Bruce Ackerman
- Elizabeth Andersonová
- Anne Applebaumová
- David Attenborough
- William Dalrymple
- Jared Diamond
- Ross Douthat
- Esther Duflová
- David Frum
- Greta Gerwigová
- Sarah Gilbertová
- Jürgen Habermas
- Martin Hägglund
- N. K. Jemisinová
- Bong Joon-Ho
- Stephanie Keltonová
- Igor Levit
- Dahlia Lithwicková
- Julia Lovellová
- Hilary Mantelová
- Helen McCarthyová
- Thaddeus Metz
- Branko Milanović
- Timothy Morton
- Jenny Odellová
- Jian-wei Pan
- Carlota Perezová
- Lisa Piccirilloová
- Thomas Piketty
- Sally Rooneyová
- Angela Sainiová
- Phillipe Sands
- Elizabeth Spelkeová
- Abby Chava Steinová
- Olga Tokarczuková
- Ari Ezra Waldman
- Stephen Wertheim
- Joshua Wong
- Ed Yong
- Eric Yuan

## Vícenásobní laureáti
| Jméno                   | Počet | Jméno                     | Počet | Jméno                   | Počet | Jméno                  | Počet |
| ----------------------- | ----- | ------------------------- | ----- | ----------------------- | ----- | ---------------------- | ----- |
| Angela Merkelová        | 7     | Ai Weiwei                 | 3     | Ahmed Rashid            | 2     | Leila de Lima          | 2     |
|                         |       | Alexej Navalnyj           | 3     | Ahmet Davutoglu         | 2     | Lester Brown           | 2     |
| Esther Duflová          | 6     | Amartya Sen               | 3     | Alain Finkielkraut      | 2     | Loretta Lynchová       | 2     |
| Martha Nussbaumová      | 6     | Daniel Kahneman           | 3     | Amos Oz                 | 2     | Malalaj Júsufzaiová    | 2     |
| Paul Krugman            | 6     | David Petraeus            | 3     | Anne Applebaumová       | 2     | Manal al-Sharif        | 2     |
| Thomas Friedman         | 6     | Dick Cheney               | 3     | Arundhati Roy           | 2     | Margrethe Vestagerová  | 2     |
|                         |       | Enrique Krauze            | 3     | Ašraf Ghaní             | 2     | Mario Draghi           | 2     |
| Ben Bernanke            | 5     | Fan Gang                  | 3     | Bernard Lewis           | 2     | Meir Dagan             | 2     |
| Bjørn Lomborg           | 5     | Fernando Henrique Cardoso | 3     | Bernard-Henri Lévy      | 2     | Michael Walzer         | 2     |
| Hillary Clintonová      | 5     | Francis Fukuyama          | 3     | Bruce Ackerman          | 2     | Minxin Pei             | 2     |
| Niall Ferguson          | 5     | Hu Shuli                  | 3     | Bruce Bueno de Mesquita | 2     | Muhammad Yunus         | 2     |
| Nouriel Roubini         | 5     | Jacques Attali            | 3     | Carmen Reinhartová      | 2     | Neil Gershenfeld       | 2     |
| Paul Collier            | 5     | Jeffrey Sachs             | 3     | Clare Lockhartová       | 2     | Ngozi Okonjo-Iwealaová | 2     |
| Tariq Ramadan           | 5     | Joseph Stiglitz           | 3     | Clay Shirky             | 2     | Nick Bostrom           | 2     |
|                         |       | Kishore Mahbubani         | 3     | Condoleezza Riceová     | 2     | Nicola Sturgeonová     | 2     |
| Abdalkarím Sorúš        | 4     | Kwame Anthony Appiah      | 3     | Daniel Dennett          | 2     | Nicholas Christakis    | 2     |
| Anne-Marie Slaughterová | 4     | Malcolm Gladwell          | 3     | Daron Acemoglu          | 2     | Noam Chomsky           | 2     |
| Su Ťij Aun Schan        | 4     | Mark Zuckerberg           | 3     | David Cameron           | 2     | Orhan Pamuk            | 2     |
| Ayaan Hirsi Aliová      | 4     | Melinda Gatesová          | 3     | David Grossman          | 2     | Paul Kennedy           | 2     |
| Barack Obama            | 4     | Michael Ignatieff         | 3     | Dilma Rousseffová       | 2     | Paul Romer             | 2     |
| Bill Clinton            | 4     | Mohamed El-Erian          | 3     | Dominique Strauss-Kahn  | 2     | Paul Ryan              | 2     |
| Bill Gates              | 4     | Paul Farmer               | 3     | Edward Osborne Wilson   | 2     | Peter Singer           | 2     |
| Fareed Zakaria          | 4     | papež Benedikt XVI.       | 3     | Elizabeth Warrenová     | 2     | papež František        | 2     |
| George Soros            | 4     | Richard Dawkins           | 3     | Elon Musk               | 2     | Raghuram Rajan         | 2     |
| Christine Lagardeová    | 4     | Richard Posner            | 3     | Ethan Zuckerman         | 2     | Rand Paul              | 2     |
| Christopher Hitchens    | 4     | Robert Zoellick           | 3     | Freeman Dyson           | 2     | Rem Koolhaas           | 2     |
| Jared Diamond           | 4     | Salam Fayyad              | 3     | George Ayittey          | 2     | Richard Thaler         | 2     |
| Jürgen Habermas         | 4     | Salman Rushdie            | 3     | Harold Varmus           | 2     | Robert Kaplan          | 2     |
| Mario Vargas Llosa      | 4     | Samantha Powerová         | 3     | Hasan Rúhání            | 2     | Robert Gates           | 2     |
| Martin Wolf             | 4     | Slavoj Žižek              | 3     | Helene Gayle            | 2     | Robert Putnam          | 2     |
| Robert Kagan            | 4     | Sunita Narainová          | 3     | Henry Kissinger         | 2     | Robert Shiller         | 2     |
| Steven Pinker           | 4     | Thomas Piketty            | 3     | Howard Gardner          | 2     | Ron Paul               | 2     |
|                         |       | Václav Havel              | 3     | Chinua Achebe           | 2     | Samuel Huntington      | 2     |
| Vladimir Putin          | 3     | Chris Anderson            | 2     | Sari Nusseibeh          | 2     |                        |       |
| Zhou Xiaochuan          | 3     | Ian Buruma                | 2     | Sendhil Mullainathan    | 2     |                        |       |
|                         |       | John Maxwell Coetzee      | 2     | Širín Ebadiová          | 2     |                        |       |
| James Hansen            | 2     | Steven Chu                | 2     |                         |       |                        |       |
| James Lovelock          | 2     | Thuli Madonselaová        | 2     |                         |       |                        |       |
| Jeff Bezos              | 2     | Umberto Eco               | 2     |                         |       |                        |       |
| John Arquilla           | 2     | Wang Jisi                 | 2     |                         |       |                        |       |
| John Kerry              | 2     | Warren Buffett            | 2     |                         |       |                        |       |
| Joko Widodo             | 2     | Willem Buiter             | 2     |                         |       |                        |       |
| Jonathan Haidt          | 2     | William Easterly          | 2     |                         |       |                        |       |
| José Mujica             | 2     | Wole Soyinka              | 2     |                         |       |                        |       |
| Joshua Wong             | 2     | Xu Zhiyong                | 2     |                         |       |                        |       |
| Katharine Hayhoe        | 2     | Yusuf al-Qaradawi         | 2     |                         |       |                        |       |
| Kenneth Rogoff          | 2     | Zaha Hadid                | 2     |                         |       |                        |       |
| Lawrence Lessig         | 2     | Zheng Bijian              | 2     |                         |       |                        |       |
| Larry Summers           | 2     |                           |       |                         |       |                        |       |

Stav platný k roku 2020.